# Nagykanizsa
Nagykanizsa (németül: Großkirchen, Großkanizsa, horvátul: Velika Kaniža, törökül: Kanije) országos összehasonlításban közepes méretű megyei jogú város Zala vármegyében; 14 840 hektáros kiterjedésével a megye legnagyobb közigazgatási területű települése, kiterjedése csaknem másfélszerese a megyeszékhely Zalaegerszeg területének. A Nagykanizsai járás központjaként számos település tartozik a vonzáskörzetébe. Zalaegerszeg után a megye második legnépesebb települése.

## Fekvése
Zala vármegye déli részén, a Mura folyótól 13 km-nyire északkeletre, a Zalát és a Murát összekötő Principális-csatorna két oldalán épült. Földrajzilag a Zalai-dombság területén helyezkedik el, délebbi városrészei pedig a Zalaapáti-háthoz tartoznak.
Alacsony (100–110 m) fekvésű vidék, a hajdani mocsárvilág lecsapolására számos csatorna szeli át a környékbeli nedves réteket, legelőket. A várostól északra, északnyugatra 200 m-t meghaladó magasságú erdős dombvidék övezi. A városon halad át a 7-es főút és az M7-es autópálya.

## Éghajlat
Nagykanizsa fekvéséből adódóan az országos átlagnál jobban érvényesül az Alpok és az Atlanti-óceán hatása, és némiképp a Földközi-tengeré is. Ebből adódóan csapadékosabb, szelesebb, kevesebb napfényt élvező és kissé kiegyenlítettebb hőmérsékletű a város klímája. A csapadék évi járása egyenletesebb az országos átlagnál, s többnyire zivatarral kísért záporeső formájában hullik.
Nagykanizsa a fekvéséből adódóan nem élvezhet tartós hótakarót, mert időről időre óceáni vagy az Adria felől érkező enyhe légtömegek megolvasztják. A viszonylag enyhe téli hőmérsékletnek tudható be, hogy kemény telek sem jellemzik a város térségét. A hűvös óceáni és a meleg földközi-tengeri légtömegek télen enyhítik a hideget, nyáron a meleget. Bár Nagykanizsa Zala megye magasabb hőmérsékletű területe, 10,2 °C-os évi középhőmérsékletével mégis az ország hűvösebb tájai közé tartozik. Az uralkodó szélirány az északkelet-délnyugati.

## Története
Nagykanizsa és környéke történetének kutatása több mint százéves múltra tekint vissza. Rómer Flóris a 19. században az elsők között hívta fel a figyelmet a város történeti emlékeire.

### Az őskor emlékei
Nagykanizsának és környékének története az újkőkorszak idejére nyúlik vissza (i. e. 5000 – i. e. 2500). Ebből a korszakból származnak a legrégebbi leletek, melyek a sajátos vonaldíszes kerámiáikkal, primitív kőeszközeikkel váltak ismertté. A becsehelyi ásatások az újkőkor összes kultúrájának és fázisának leletanyagát felszínre hozták. (Hamvasztásos temetkezés és természetesen az önálló rézművesség maradványai) A szokatlan nagy népsűrűségre utal a több mint harminc felfedezett lelőhely.
A bronzkorszak kultúrája i. e. 1900 – i. e. 800 körül virágzott a környéken. Az Inkey-kápolnánál talált leletanyagok közül egy kultikus célokat szolgáló kis bikaszobrocska a legérdekesebb. A késői bronzkor kultúráját a keletről támadó lovas-nomád népek, valamint a nyugatról támadó hallstatti kultúrát terjesztő népek söpörték el. A korai vaskor leletanyaga szokatlan módon csak nyomokban fordul elő.

### Kelták, rómaiak
Az i. e. 4. században a nyugat felől érkező kelták elárasztották az egész Kárpát medencét. Augusztus császár kora óta a birodalommá növekedett Róma természetes határokkal kívánta magát megvédeni a kelet felől érkező barbár támadásoktól. A keltákkal folytatott véres harcok után az 1. század közepére a Dunántúl is a birodalom része lett. Nagykanizsa környékén az első római kori leletek ugyancsak az 1. század közepéről valók, de az igazi virágzás a 2. század első felében volt. A kelta és az itáliai eredetű népesség településeinek sűrű hálózata alakult ki idővel. Nagykanizsa területe és térsége távol esett a Római Birodalom fő közlekedési útjaitól, ezért nem tartozott a legjelentősebb központok közé. A mindenütt vízközelben lévő lakóhelyek egy részében kőépületek és padlófűtés, falfestés és fazekas kemencék, valamint temetkezések maradványaira bukkantak.

### A népvándorlások kora
A római uralmat összeroppantó népvándorlás során Dél-Zalát valószínűleg a keleti-gót és alán törzsek szállták meg. A keleten egyre nagyobb jelentőségre szert tett hunok újabb térhódítása a nyugati-gótokat terelte a zalai tájakra. A romanizált lakosság elmenekült. Régészeti lelet alig akad ebből a korból. A hun birodalom szétesése után a keleti-gótok uralma következett. Az újabb keleti-gót uralmat a longobárdok szüntették meg. Az ezt követő két évszázados, véres avar uralkodás Dél-Zalát elnéptelenítette, és fejlődésében visszavetette. Nagykanizsát a 7. század elején szállták meg. A század végétől mintegy egy évszázadon át lakatlanná vált a Zala–Mura köze. Az avar összeomlást a világhatalommá növekedett Frank Birodalom teljesítette be, amely a kereszténységet rákényszerítette a lakosságra, és magához csatolta a Dunáig terjedő területet. Nagykanizsa környéke a 8–9. század fordulóján újra benépesült. Amikor 811-ben Nagy Károly császár az év novembere közepén Aachenbe érkezett, már vártak rá a Pannoniából jött „Kanisauci, az avar fejedelem '(Canisauciprinceps Avarorum),' a tudun és a Dunánál lakó szlávok más előkelői s hercegei '(et alii primores ac duces Sclavorum circa Danubium babitantium),' akik a Pannoniába parancsolt csapatok hadvezérei által a vezérek elé idéztettek".
Számításba kell venni Kanizsa név eredeténél, hogy a knyáz (magyarul kenéz) szláv eredetű méltóságnév, fejedelmet, herceget jelentett.

### Ahonfoglaláskora
A frank uralom megszilárdulása után néhány évtizednyi nyugalom következett, majd a 9. század végén megjelentek a magyarok. Ebből a korból nincsen magyar leletanyag. Ez minden bizonnyal a magyarok határvédelmi területe, a gyepű vidéke volt. A magyar kalandozások veresége az itt érdekelt Bulcsú nemzedék bukását is jelentette, a terület a fejedelemé lett. Utána Kolon vármegye keretében szerveződött Kanizsa környéke. A megye főispánja felügyeletével királyi várföldek alakultak. A világi nagybirtok is megjelent. A lakosság zöme – a helységnevekből ítélve – délszláv lehetett. Egyházilag Kanizsa és környéke a veszprémi és a Szent László alapította zágrábi püspökség határán helyezkedett el.

### A középkori Kanizsa
Kanizsa nevével 1245-ben találkozunk először, amikor ăterra Knysa formában említik. IV. Béla Princ comesnek adományozott egy Bille nevű birtokot, amely a Knysa nevű földdel volt határos. Ebből következik, hogy Kanizsa magyar településként már a tatárjárás előtt is létezett. A 13–14. század fordulóján a kiskirályoskodó Kőszegi család birtokolta Kanizsa várát. 1323-ban a Kanizsa várának várnagya az Osl nembeli Lőrinc kapta meg Károly Róberttől hűségének jutalmául. Ez az első oklevél amely először említi magát a várat. A halál is a király melletti szolgálatban érte, a szerencsétlen 1330-as havasalföldi hadjárat alkalmával. A Kanizsai nevet csak az utódai vették fel. A 14. század elején tehát már állt annak a várnak a magja, amely a későbbi időkben átépítések és bővítések után európai hírűvé vált. A vár körüli Kanizsa időközben mezővárossá fejlődött. Tudunk a vámbevételekről, a pápától szerzett búcsúengedélyekről (1374–1402). Több plébánia létezett Kanizsa környékén, majd 1423-ban ferences kolostor alapítását engedélyezte V. Márton pápa. Mezővárosként 1409-ben említik először, fürdője (1423), ispotálya (1481) volt. A Kanizsai család két évszázadon keresztül Kanizsa birtokosa maradt. A Kanizsaiak hatalmas vagyon birtokosai lettek. 1532-ben a család férfiágon kihalt, a birtok leányágon öröklődött. A híres család utolsó sarja Kanizsai Orsolya volt, akit Szapolyai János király engedélyével 9 évesen fiúsítottak, s így jutott a hatalmas, akkor az ország talán legnagyobb vagyonához. 1571-ben Nádasdy Tamás nádor özvegyeként hunyt el, s ezzel kihalt a család.

### Kanizsa és a törökök

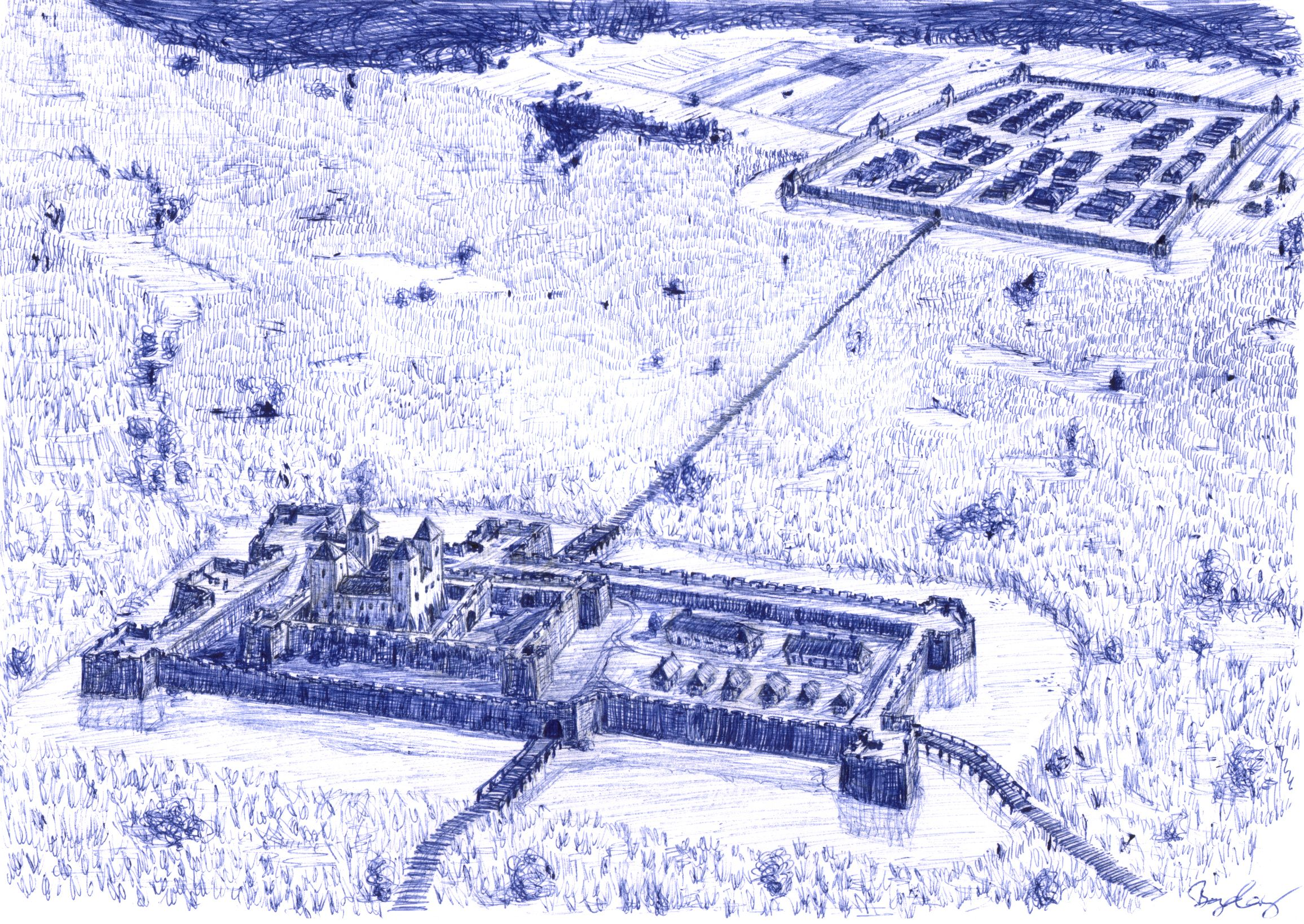
Kanizsa vára Thury György kapitánysága idején nyugat felől nézve

1532-ben a Bécs ellen támadó török keresztülgázolt Kanizsán és nagy dúlást követett el. Az ország három részre szakadása után a török rablások állandósultak. Elengedhetetlenné vált a kanizsai vár megerősítése, amelynek munkálatai 1554-ben Pietro Ferrabosco itáliai hadmérnök irányításával kezdődtek meg. A megerősített vár belső, középső és külső várra tagolódott. Kő híján az építési anyag zömmel fa és föld volt. Az erősséget egy mesterségesen is felduzzasztott mocsár védelmezte. Szigetvár 1566-os eleste után Kanizsa fontossá vált az udvar számára, ezért megtették a Balaton és a Dráva közti főkapitányság székhelyévé. Kanizsa mezőváros nagyon megsínylette Szigetvár elestét. A török gyakori pusztításai következtében a kereskedelme is összeomlott. 1568-ban Kanizsa királyi vár lett, miután a növekvő török veszély miatt az özvegyen maradt Kanizsai Orsolya elcserélte a kincstárral itteni birtokait Csejte vára és a borsmonostori apátság javadalmaiért. 1567 és 1571 között Thury György, a híres bajvívó volt a kanizsai vár kapitánya, akinek vezetésével a végvári csapatok gyakran vezettek sikeres rajtaütéseket a dél-dunántúli török erődítmények ellen.
1600. október 22-én a vár török kézre került. A törökök tisztában voltak a terület értékével. Kanizsa török vilajet központtá alakult, élén Murat pasával. A várat is átépítették és megerősítették. A vár őrsége 3825 fő volt. A városban a müezzin mellett tanító is működött. A török katonaságon kívül egyre több délszláv települt az elmenekült magyarok helyére. Evlija Cselebi híres török történetíró leírása egy forgalmas, több emeletes házakból álló és többnyire fából épült városról szól, két fürdővel. Dzsámival, felsőbb iskolával (medresze), két kolostorral, minaretekkel és több mint ötven bolttal.
Zrínyi Miklós 1664. április 21-e és május 30-a között ostromot indított a megszállt vár ellen, mely az osztrák udvar késve kiadott engedélye miatt sikertelen volt.

### A török uralom után

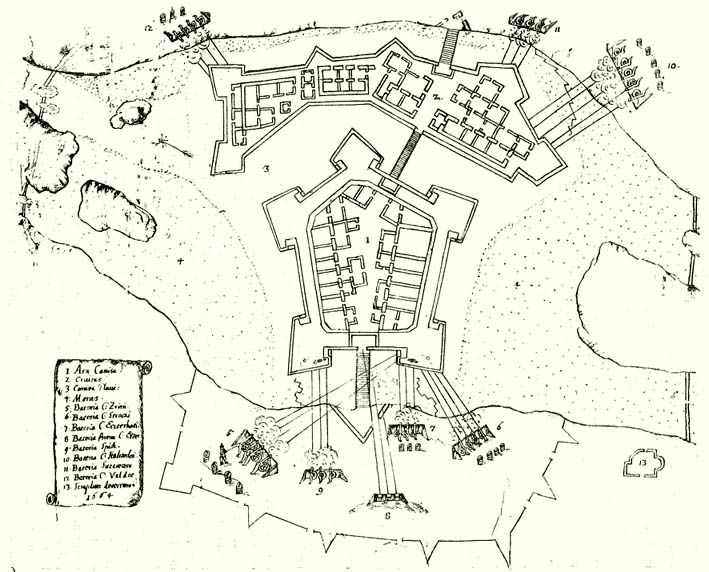
Kanizsa ostroma 1664-ben

1690. április 13-án Batthyány II. Ádám felszabadította Kanizsa várát. 1703-ban Kanizsa várfalait lebontották, árkait betemették, és ezáltal nyílt várossá lett. 1705-ig közvetlenül a bécsi udvari kamara fennhatósága alá tartozott. A várban német helyőrséget helyeztek el, a város lakossága új betelepülőkkel gyarapodott. A reményteljesen erősödő város fejlődése azonban megtört. I. Lipót császár kivonta a katonaságot és a várat lebontásra ítélte, majd végső csapásként adományozás keretében földesúri joghatóság alá szorította. Az első földesura Grassics Jakab volt, majd a Szapáry grófi család követte, s végül 1743-ban gróf Batthyány Lajos nádor szerezte meg. A földesurak lépésről lépésre megfosztották a várost önállóságától. Adófizetésre kényszerítették, megszerezték a fő bevételi forrásait, sőt, a mocsártól nehéz munkával elhódított földeket is visszavették. A város nem nyugodott bele a történelmi vereségbe és évtizedeken keresztül, pénzt nem kímélve, pert folytatott a szabad királyi város státusz megszerzéséért, de állandóan vereséget szenvedett.
Kedvező földrajzi helyzete miatt közben Kanizsa lakossága jelentősen gyarapodott. Míg 1715-ben 256 lakost írtak össze, addig 1770-ben 3711 főt. A gyors növekedés oka a bevándorlás volt. A lakosság zömmel szántóföldi és szőlőműveléssel foglalkozott, de szaporodott az iparos és a kereskedő polgárság is. Köztük sok volt a zsidó és a görög származású kereskedő. A város megkapta újból a vásártartási jogot. A céhek kialakulása és megszervezése 1698-ban kezdődött a szabók és a szűcsök céhének megalapításával. Jelentősen gyarapodott a céhekbe tömörült iparosok száma. 1832-ben 256 iparűzőt jegyeztek fel.
A népesség gyarapodásával átalakult a város arculata és nagysága. Csak kevés épület készült téglából. A 19. század közepéig csak egyetlen utcát láttak el szilárd burkolattal. Az első városi fenntartású iskola csak 1807-től működött, viszont nagy hírre tett szert a piarista gimnázium, amelyet 1765-ben nyitottak Batthyány Lajosnak, a város földesurának a 10 000 Ft-os alapítványával. Ekkor Zala-Somogy-Vas vármegyék egyetlen ilyen intézménye volt, és sok diák érkezett Horvátországból is.

### Nagykanizsa1848-tól azelső világháborúig

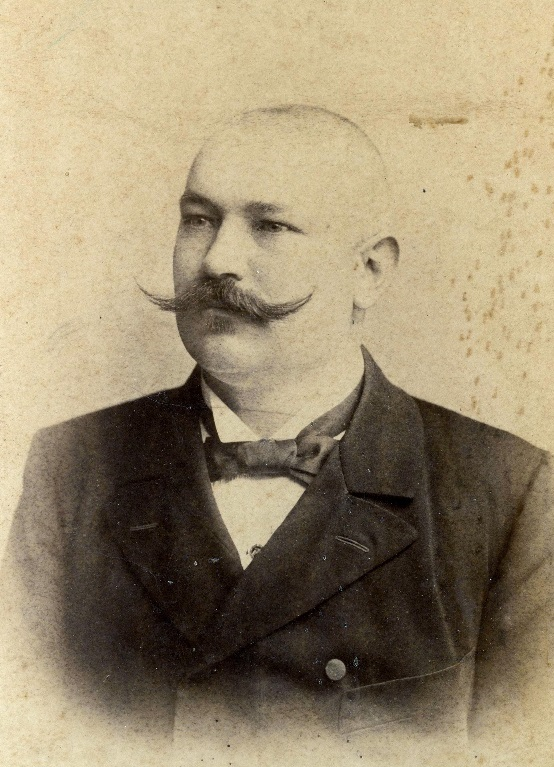
Nemesvitai Viosz Ferenc (1861–1918) jogász, a nagykanizsai járás főszolgabírája 1896 és 1918 között

A 19. század közepén a 13 000 lakosú Nagykanizsa a legnépesebb és leginkább polgárosodott város volt Zalában. Az 1848-as forradalom híre itt váltotta ki a legnagyobb lelkesedést. Március 19-én a felsővárosi templomnál tartott nagygyűlésen világosították fel a lakosságot a forradalom céljairól. Március 20-án fogadták el a kanizsai 12 pontot, mely három pontban tért el a pestitől, kitűzték a nemzeti jelvényeket, majd áprilisban megszervezték a nemzetőrséget. Jellasics 30 000 fős seregével ellenállás nélkül foglalta el a várost. A horvátok alaposan megsarcolták és kirabolták Jellasics pákozdi veresége megpecsételte a megszálló horvát katonaság sorsát. Kanizsa népe megtámadta, majd a várost körülvevő nemzetőrök segítségével kiverte őket a városból. Az 1849-es tavaszi hadjárat sikerei csak rövid fellélegzést hoztak, az osztrákok véglegesen bevették a várost és kezdetét vette az önkényuralom.
A kiegyezést követően merőben új viszonyok alakultak ki a városban. A legszembeötlőbb változás a gazdasági életben látszott. A helyi nagykereskedőknek dolgozó több ezer szekerező bizonyította, hogy a város központi helyen fekszik, jelentősek a vásárai, tehát érdemes a vasutat erre vezetni. A Déli Vaspálya Társaság 1860-ban átadta a Nagykanizsa–Pragerhof közti vonalat, amit a következő évben a Nagykanizsa–Buda vonal illetve a Nagykanizsa–Barcs vonal követte még az 1860-as években.
Érdekesség, hogy a Sopron-Nagykanizsa vasutat egy 1847-es terv alapján Sopron-Kőszeg-Szombathely-Rum-Zalaszentgrót-Nagykanizsa útvonalon kívánták megépíteni úgy, hogy Zalakomár (Komárváros) állomáson csatlakozott volna a Budapest-Nagykanizsa vasúthoz.
A kereskedők óriási forgalmat bonyolítottak, a megnövekedett hiteligényük kielégítése végett bankok jöttek létre, így például a helyi tőkések által szervezett Nagykanizsai Takarékpénztár, és a Dél-Zalai Takarékpénztár, Kereskedelmi és Iparbank, Nagykanizsai Bankegyesület, valamint az Osztrák-Magyar Bank és az Angol-Magyar Bank fiókja.
Az első modern értelemben is ipari üzemnek tekinthető üzem az 1842-ben alapított Weiser Gépgyár volt. Kazánokat és mezőgazdasági gépeket állított elő, olasz és török exportra. 1893-ban megalakult a Nagykanizsai Sörgyár Rt., Francz Lajos villanytelepet üzemeltetett. A város ipara egyre számottevőbb lett, téglagyár, kefegyár, szeszgyár, pótkávégyár sok-sok embert foglalkoztatott.
Kiszélesedett az oktatás is, 1867-től a gimnázium 8 osztályos lett. 1886-ban iparos tanonc iskola alakul, 1872-ben majd 1891-ben polgári fiú- és leányiskola, 1895-ben felsőkereskedelmi iskola létesült a zsidó kereskedők jóvoltából.
A polgári lét és jólét eredményeként 1862-ben megjelent a Zala-Somogyi Közlöny és 1874-től a Zala. 1885-ben megnyílt a Városi Kórház is.
A jelentős fejlődés átalakította a város képét. A korábbi „sárfészek” 1864-ben 18 000 lakosú 57 utcás várossá növekedett, majd 1910-ben elérte a 28 000 főt. 1870-től elkezdődött az utak téglával való burkolása, majd a század végén kigyulladt a villany.
1885-ben alakult a Nagykanizsai Magyar Irodalom és Műpártoló Egyesület. Az egyesület Farnek László ügyvédet választotta elnökévé és tubolyszeghi Tuboly Viktor (1833–1902) ügyvédet jegyzőjévé. 1896 áprilisában maga gróf Zichy Nándor, a néppárt és az Alkotmány című lap alapítója jött le népgyűlésre Nagykanizsára. Az ekkor megalakult nagykanizsai néppártnak Oroszváry Gyula ügyvéd lett az elnöke és a rövidesen kilépett Tuboly Viktor ügyvéd az alelnöke.
1892-ben megkezdődtek a tárgyalások a nagykanizsai telefon bevezetése ügyében. Húsz előfizető jelentkezése volt a feltétele annak, hogy a várost bekapcsolják a telefonforgalomba. 70 forint volt egy állomás előfizetési díja. 1892 augusztus végére készen állott a nagykanizsai telefonrendszer, aminek 1896-ban 55 előfizetője volt. A nagykanizsai volt ekkor még Zala megyében az egyetlen közhasználati távbeszélő hálózat, amelyet 1901-ben; 92 előfizetővel bekapcsoltak az interurbán forgalomba is. A telefonbeszélgetések száma évi 30.000 körül mozgott.
Nagykanizsa jelentős katonaváros is volt ebben az időben. A két hatalmas laktanyában állomásozó katonaság számottevő vásárlóerőt képezett. Ennek a sajátos szerepkörnek a jelentősége 1914-ben felértékelődött. A háború első kilenc hónapjában több mint 30 000 sebesültet ápoltak. Jellemző Nagykanizsa megyén belüli jelentőségére, hogy az egész vármegye hadiadójának közel a felét itt fizették. A nagykanizsai járás tekintélyes főszolgabírája 1896 és 1918 között, nemesvitai Viosz Ferenc (1861–1918) volt, a század eleji alkoholellenes mozgalomnak lelkes előharcosa, népszerűséget és tiszteletet szerzett magának a vármegyében.

### A két világháború között
Az 1920-ban aláírták a trianoni békeszerződést, melynek értelmében Nagykanizsa határszéli város lett, a túloldalon az ellenséggel. Bethlen István miniszterelnöksége idején a lassan stabilizálódó rendszer rengeteg helyi problémával küszködött. Ilyenek voltak a szegénység, a nagyméretű munkanélküliség, a földkérdés megoldatlansága, a demokrácia hiánya.
1928-ban a város gimnáziumának tanára, Dr. Mező Ferenc az amszterdami olimpián a művészeti kategóriában, az olimpia történetéről írt pályamunkájával olimpiai aranyérmet nyert.
A világháború után a határszélre szorult Nagykanizsa nehezen tért magához, és a háború előtti ígéretes fejlődése szemlátomást megtört. A város ipara és kereskedelme elvesztette a legfontosabb piacait, melyek Horvátország, Dalmácia, Törökország és Olaszország voltak. A nagy nehézségek ellenére a város igyekezett talpon maradni. Gondos várostervezéssel megkezdődött a vízvezeték és csatornahálózat építése, Katonaréten új családi házas negyed épült, új modern Postapalotát építettek. 1926-ban megnyitották a Városi Zeneiskolát. A kórház tovább bővült, 1927-ben megépült a Városi Színház és 1933-ban a strandfürdő. A fontosabb utcákra bazaltkocka és homokaszfalt burkolat került, a város köztereit szobrokkal díszítették. 1928-ra befejeződött a Principális-völgy vízrendezése, a gimnázium beköltözött a Sugár úti laktanyába. Ennek pótlására megépült a város szélén a Gábor Áron laktanya. 1930-as évek végén felfedezték a zalai kőolaj-és földgázkészletet. Megalakult a Magyar Amerikai Olajipari Részvénytársaság (MAORT), melynek központja Nagykanizsa volt. A munkásai és tisztségviselői számára 1942–1943-ban létesült a ma már helyi védelem alatt álló MAORT–telep.
A világválság újra felkavarta az érzelmeket, de igazából az 1930-as évek második felétől élénkült meg a város politikai élete, és egyre szélsőségesebbé vált. A politikai jogok kiszélesedtek, és a háborús hangulatnak megfelelően egyre jobban eluralkodott a revíziós, a soviniszta és antiszemita hangvétel. A második világháború újabb megpróbáltatást és nagy véráldozatot követelt a város lakóitól, a pusztulás szélére sodorta Nagykanizsát. A nyilasok brutalitása tetőzte be a háborús idők rémségeit.

### Nagykanizsa 1945-től a rendszerváltozásig
1945 március végén érték el Nagykanizsa környékét a világháború katonai eseményei. Az 57. szovjet és az 1. bolgár hadsereg 1945. április 1-jén vonult be a városba. A nyilas hatalmi szervezet pillanatok alatt szétesett, így néhány nappal később létrehozhatták a nemzeti bizottságot kommunista, szociáldemokrata, szakszervezeti és más pártonkívüli emberek közreműködésével. Májusban megalakult a Nemzeti Parasztpárt és a Kisgazdapárt helyi szervezete, amelyek szintén helyet kaptak a nemzeti bizottságban.
Az 1945-ös választások az első általános és titkos választás alapján szervezett szabad választások voltak. Az 1947-es elcsalt választásokat követően, az országos politikának megfelelően történt a kommunista hatalomátvétel, az államosítások, a választások helyett bevezetett szavazások és az 1950-ben bevezetett tanácsrendszer. Az 1950-es évek diktatúrája, valamint a nagy szegénység félelmet és ellenszenvet váltott ki a lakosságból. Nagykanizsát különösen kellemetlenül érintette a romló kapcsolat a szomszédos Jugoszláviával. Csökkent a forgalom, megállt a fejlesztés.
1956-ban a városban is népmozgalmat váltott ki a budapesti október 23-i események híre. Október 25-én kora délután a DKG dolgozói számára szervezett felvonulással kezdődtek az utcai események. A Szabadság téren gyülekező emberek az Ady utcán a Városháza, majd a tiszti klub előtt haladtak el, ezt követően pedig a határőr laktanyához vonultak. Az ifjak az utcákat járva leverték az épületekről a címereket és vörös csillagokat. Sötétedés után nagy tömeg jött össze az akkori Szabadság téren és követelték a szovjet emlékmű eltávolítását. Végül a nép nekiesett a szobornak, de csak a fúrási vállalat lánctalpas erőgépe segítségével sikerült ledönteni a 17 méteres talapzaton álló szobrot. Október 26-án, pénteken az esti órákban a tüntetők egy csoportja a Magyar Dolgozók Pártja székháza (ÁVH-épület, volt Kreiner-villa) elé vonult és fegyvereket követelt. A karhatalom ekkor a tömeg közé lőtt, a sortűznek 2 halottja és 14 sebesültje volt. Október 27-én, szombaton megalakultak a munkástanácsok, október 28-án az üzemek, intézmények, hivatalok vezetői, a fegyveres testületek képviselői részvételével megalakították a Nagykanizsai Nemzeti Bizottságot, a város rendjének és nyugalmának megőrzése érdekében pedig döntés született a nemzetőrség felállításáról. Október 31-én, szerdán a bizottság elhatározta, hogy a nemzetőrség vezetésével a városban ismert és tisztelt Orbán Nándor egykori katonatisztet, olimpikont bízza meg. Ekkor alakult meg a katonai tanács is, aminek vezetője Honti György lett. A közigazgatás vezetésével dr. Paizs Ferencet bízták meg. Miután november 4-én a fővárost megtámadták a szovjet csapatok, Nagykanizsán a nemzeti bizottság hangos híradón figyelmeztette a lakosságot arra, hogy a várható megszálláskor higgadtan viselkedjen, akinek fegyvere van, ne használja, mert egyetlen puskalövés is súlyos megtorlással járhat. November 5-én a város ellenállás nélkül megadta magát. 1957 júliusa és 1958 júniusa között négy nagy perben 27 vádlottra összesen 91 év börtönbüntetést szabtak ki.
Az 1960-as években kibontakozó Kádár-rendszer „puha diktatúrájával”, reformjaival és az életszínvonal emelésével viszonylag hamar nyugalmat teremtett. A viszonylag szabadabb légkör, Nyugat-Európa tőkés országainak megnövekedett bizalma, az általános gazdasági növekedés Nagykanizsán is fellendülést hozott.

### Napjainkban
1990-ben megtartották az első szabad választásokat a rendszerváltás után. Az új önkormányzati rendszerben a megyei jogkör nagymértékű visszavételével, valamint a megyei önkormányzatba delegált képviselők jogkörének egyidejű emelésével a város szerepe megnőtt. Ehhez járult az is, hogy Nagykanizsa egyike lett az ország húsz megyei jogokkal felruházott városának. A politikai pártok mellett a városban működő kulturális egyesületek, az egyházak, a település szépítésén munkálkodó szervezetek szerencsésen sokszínűvé formálták a közéletet, teret adtak a polgári létezés számára.
A 2010-ben Városrehabilitációs Program indult, ugyanebben az évben átadták a 74-es főút Palin városrészt elkerülő szakasza. 2015. december 18-án átadták a 61-es főút Nagykanizsát elkerülő szakaszát, mely jelentősen csökkentette a belváros átmenő forgalmát.

## Városrészei
- Belváros
- Katonarét (egykori Új-Kanizsa)
- Keleti városrész
- Kisfakos
- Kiskanizsa
- Ligetváros
- MAORT-telep
- Nagyfakos
- Palin

Nagykanizsa északi része melyet 1964-ben csatoltak Nagykanizsához. Általános iskoláját 2000-ben újították fel.
- Sánc
- Szabadhegy
- Thury-városrész

A 20. században a városhoz csatolt korábban önálló községek:
1963-ban:
- Korpavár

1981-ben:
- Bagola (neve 1963-ig Bagolasánc volt)
- Bajcsa
- Miklósfa (neve 1950-ig Somogyszentmiklós volt)

## Politika és közigazgatás

### Városbírók[10]
- Schrem János kereskedő; 1747-ben és 1756-ban is városbíróvá választották
- László Ferencet 1787-ben, mint az akkori városházát újjáépíttető bírót említik
- Pichler Alajost 1800-ban, 1811-ben és 1829-ben említik, mint a város első emberét
- Babochay József (1760–1838): orvos; 1800-ban lett "purger", azaz városi polgár, 1808-ban és 1810-ben is városbíróvá választották
- Hollósy Józsefet 1811-ben városi pénztárnokká, majd 1812-ben és 1815-ben városbíróvá választották.
- Albanich Jakab (?–1815): szűcsmester; 1797-ben lett "purger" 1813-14 között töltötte be a tisztséget
- Magyar László ácsmester; 1818 és 1823 között töltötte be a posztot (megszakítással)
- Simonits Mátyást 1820-ban választották meg.
- Babochay János (1800–1876): ügyvéd; a fenti Babochay József fia, 1833-ban, majd 1860-ban és 1865-ben is városbíróvá választották; fia, Babochay György (1835–1913) 18 éven keresztül vezette a várost immár polgármesterként (lentebb).
- Bernhard Gáspárt 1835-ben választották meg.
- Szép Károly gyógyszertáros; 1840-ben megválasztották, 1852-ben kinevezték városbírónak
- Pichler Henrik 1841-ben volt a város első embere.
- Wusztl Alajos könyvkötő és könyvkereskedő; 1847-ben választották meg.
- Albanich Flóriánt (?–1875), Jakab fiát 1848-ban, 1850-ben és 1861-ben is megválasztotta a város bírájának, Csertán Sándor kormánybiztos így jellemezte: „ámbár csak egyszerű pékmester, mégis kitett sok alispányokon”.
- Wlassich Antal (1815–1883): 1857-ben kinevezték, 1862-ben megválasztották a város első emberének.

### Polgármesterek 1950 előtt
- 1868–1872 Halvax József
- 1872–1878 Belus József
- 1878–1896 Babochay György
- 1896–1913 Vécsey Zsigmond
- 1913–1919 Sabján Gyula
- 1919 Sneff József
- 1919–1930 Sabján Gyula
- 1930–1944 Krátky István
- 1944–1945 Simonfay Lajos
- 1945 Windisch (Véri) Dénes

### Tanácselnökök az 1950–1990 közti időszakban
- 1946–1948: Varga József
- 1948–1949: Nagy József
- 1949–1950: Molnár Ferenc
- 1950–1954: Molnár Ferenc
- 1954–1956: Domokos Sándor
- 1957–1963: Mátai József
- 1963–1968: Nagy Lajos
- 1968–1989: Mózes Pál
- 1989–1990: Zsoldos Ferenc

### Polgármesterek a rendszerváltás óta
- 1990–1994: Dr. Kereskai István (nem ismert)[11]
- 1994–1997: Suhai Sándor (MSZP)[12]
- 1997–1998: Tüttő István (MSZP)
- 1998–2002: Tüttő István (MSZP)[13]
- 2002–2006: Litter Nándor (MSZP-SZDSZ)[14]
- 2006–2010: Marton István (Fidesz-KDNP)[15]
- 2010–2014: Cseresnyés Péter (Fidesz-KDNP)[16]
- 2014–2019: Dénes Sándor (Fidesz-KDNP)[17]
- 2019–2024: Balogh László (Fidesz-KDNP)[18]
- 2024– : Horváth Jácint (Éljen VárosuNk Egyesület-DK-Jobbik-LMP-Momentum-MSZP)[1]

### A 2024-es önkormányzati választás eredménye
- A polgármester-választás eredménye[19]

| Jelölt neve    | Jelölő szervezet(ek) | Jelölő szervezet(ek)                | Szavazatok száma | Szavazatok aránya |
| -------------- | -------------------- | ----------------------------------- | ---------------- | ----------------- |
| Horváth Jácint |                      | ÉVE – DK – Jobbik – Momentum – MSZP | 9495             | 47,86%            |
| Balogh László  |                      | Fidesz – KDNP                       | 8394             | 42,31%            |
| Hokker Tibor   |                      | Mi Hazánk                           | 1207             | 6,08%             |
| Vig Attila     |                      | Független                           | 743              | 3,75%             |
| Összesen       |                      |                                     | 19 839           | 100%              |

- A képviselőtestület-választás eredménye[20]

| Párt | Párt                                | Mandátumok | Képviselő-testület | Képviselő-testület | Képviselő-testület | Képviselő-testület | Képviselő-testület | Képviselő-testület | Képviselő-testület | Képviselő-testület | Képviselő-testület | Képviselő-testület | Képviselő-testület |
| ---- | ----------------------------------- | ---------- | ------------------ | ------------------ | ------------------ | ------------------ | ------------------ | ------------------ | ------------------ | ------------------ | ------------------ | ------------------ | ------------------ |
|      | ÉVE – DK – Jobbik – Momentum – MSZP | 8          | P                  |                    |                    |                    |                    |                    |                    |                    |                    |                    |                    |
|      | Fidesz – KDNP                       | 6          |                    |                    |                    |                    |                    |                    |                    |                    |                    |                    |                    |
|      | Mi Hazánk                           | 1          |                    |                    |                    |                    |                    |                    |                    |                    |                    |                    |                    |

## Népesség
Nagykanizsa lakónépessége 2011. január 1-jén 49 026 fő volt, ami Zala vármegye össznépességének 17,4%-át tette ki. A város Zala megye negyedik legsűrűbben lakott települése, abban az évben az egy km²-en lakók száma, átlagosan 330,4 fő volt. A népesség korösszetétele kedvezőtlen. A 2011-es év elején a 19 évesnél fiatalabbak népességen belüli súlya 18%, a 60 éven felülieké 25% volt. A nemek aránya kedvezőtlen, ugyanis ezer férfira 1131 nő jut. 2017-ben a férfiaknál 73, a nőknél 80 év volt a születéskor várható átlagos élettartam. A népszámlálás adatai alapján a város lakónépességének 4,1%-a, mintegy 2008 személy vallotta magát valamely kisebbséghez tartozónak. Közülük cigány, horvát és német nemzetiséginek vallották magukat a legtöbben.
A 20. század második felétől Nagykanizsa lakossága fokozatosan növekedett, egészen 1990-ig. Népességnövekedése – a legtöbb megyeszékhelyhez hasonlóan – az 1960-as években felgyorsult a szocializmus évei alatt. A legtöbben 1990-ben éltek a városban, 54 052-en, azóta egészen napjainkig csökken a város népessége, ma már kevesebben laknak Nagykanizsán, mint 1980-ban.
A 2011-es népszámlálási adatok szerint a magukat vallási közösséghez tartozónak valló nagykanizsaiak túlnyomó többsége római katolikusnak tartja magát. Emellett jelentős egyház a városban, még a református és az evangélikus.

### Etnikai összetétel
A 2011-es népszámlálás idején a nemzetiségi megoszlás a következő volt: magyar 85,1%, cigány 1,3%, horvát 1%, német 1% (14,8% nem nyilatkozott; a kettős identitások miatt a végeredmény több lehet 100%-nál). 56,7% római katolikusnak, 1,9% reformátusnak, 1,7% evangélikusnak, 11,1% felekezeten kívülinek vallotta magát (27,6% nem nyilatkozott).
2022-ben a lakosság 90,2%-a vallotta magát magyarnak, 1% cigánynak, 1% horvátnak, 0,9% németnek, 0,1-0,1% bolgárnak, ukránnak, szlovénnek és románnak, 2,3% egyéb, nem hazai nemzetiségűnek (9,7% nem nyilatkozott; a kettős identitások miatt a végösszeg nagyobb lehet 100%-nál). Vallásuk szerint 44% volt római katolikus, 1,9% református, 1,6% evangélikus, 0,1% görög katolikus, 1,1% egyéb keresztény, 1,1% egyéb katolikus, 8,8% felekezeten kívüli (41,1% nem válaszolt).

## Közlekedés

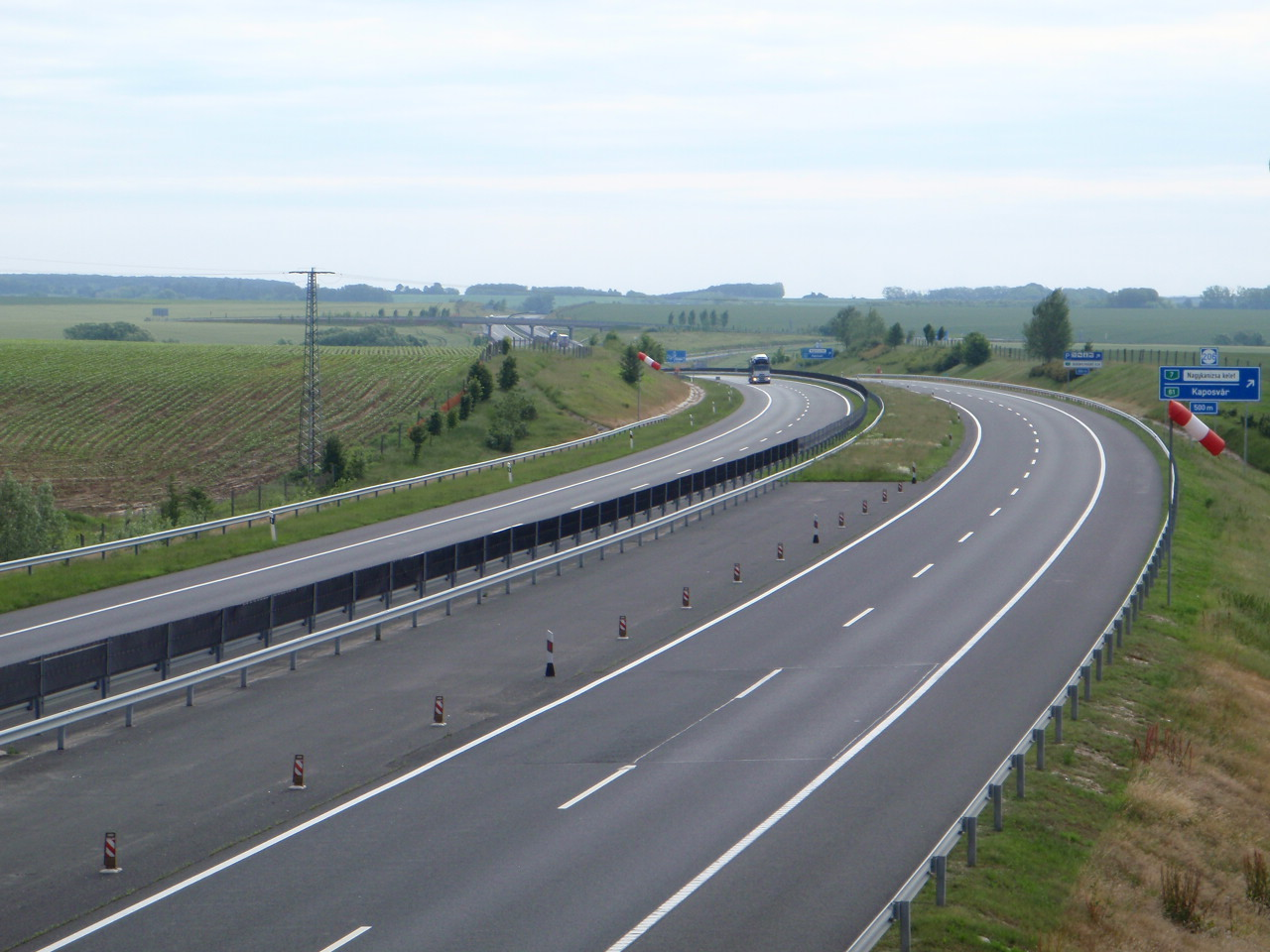
Az M7-es autópálya Nagykanizsánál

### Közút
Nagykanizsa közúton Budapest és Letenye felől a 7-es főúton és az M7-es autópályán, Kaposvár felől a 61-es, Zalaegerszeg felől a 74-es számú főúton érhető el. A 74-es főút Palin városrészt elkerülő szakaszát 2010. augusztus 19-én, a 61-es főút Nagykanizsát elkerülő szakaszát 2015. december 18-án adták át.
A város közigazgatási területét több alsóbbrendű, négy- vagy öt számjegyű országos közút is érinti. Ezek:
- a 6101-es út, amely a Keleti városrész, Északkeleti városrész, Thury városrész, Katonarét és Sánc városrészek között húzódik végig, korábban a 61-es főút belterületi szakasza volt;
- a 6804-es út, mely a 7-es főútból ágazik ki a belváros, majd onnan Miklósfa–Surd–Zákány–Gyékényes felé;
- a 6830-as út, mely a 7-es főutat kapcsolja össze Kiskanizsa központjával;
- a 6832-es út, mely Galamboktól a 61-es főútig húzódva a város vonzáskörzetének délkeleti részén fekvő településeket tárja fel;
- a 6833-as út, mely Kiskanizsa központjától Murakeresztúr felé vezet;
- a 6834-es út, mely Kiskanizsát Molnári határfaluval köti össze;
- a 7511-es út, amely Zalakomártól Galambokon át vezet idáig, összekapcsolva Nagykanizsát az útjába eső kisebb településekkel is;
- a 7527-es út, amely a város északi határvidékén indul a Principális-csatorna mentén északnak, és húzódik egészen Pacsáig;
- a 7551-es út, amely a belvárostól Palin városrészen át húzódik a 74-es főút korpavári szakaszáig; korábban a 74-es főút része volt;
- a 68 151-es út, amely a 61-es főúttól Bagola központjáig vezet;
- a 68 152-es út, amely a 6804-es utat köti össze Liszóval;
- a 68 352-es út, amely szintén a 6804-estől (az Ady Endre utca - Szemere utca kereszteződéstől) vezet Nagykanizsa vasútállomásig;
- a 75 162-es út, amely Korpavár külterületi városrészre vezet, és delta csomóponttal ágazik ki a 7527-es útból (a delta északnyugati ága önállóan számozódik, 75 601-es számmal).

### Repülőtér
- Nagykanizsa-Bajcsa, Nagykanizsai repülőtér

### Vasúti közlekedés
Nagykanizsa vasútállomás vasúti csomópont, mivel az országos vasúthálózat több fontos eleme itt találkozik: a Budapest–Murakeresztúr-vasútvonal, Budapest, illetve Pécs felé, a Szombathely–Nagykanizsa-vasútvonal pedig Szombathely felé. Nyáron közvetlen nemzetközi vonatok közlekednek Horvátországba - Rijeka és Split végállomásokkal.
A Budapest–Székesfehérvár–Nagykanizsa–(Zágráb–Fiume/Trieste) vasútvonal a MÁV 30-as számú vasútvonala, mely az európai törzshálózathoz tartozik.

### Autóbusz-közlekedés
Nagykanizsán a helyi és helyközi autóbuszjáratokat a MÁV Személyszállítási Zrt. üzemelteti 2025. január 1. óta. A társaság elsődleges feladata az ország területén a helyi és helyközi személyszállítási igények kielégítése, valamint az ország fővárosával és nagyobb városaival való összeköttetés biztosítása a távolsági autóbuszjáratok révén. A Volán járművei évente mintegy 64 millió utast szállítanak 24 millió kilométert megtéve.
Nagykanizsáról 65 településre indul buszjárat, ezen belül 18 városba, többek között Budapestre, Sopronba, Sümegen át Győrbe, Kaposvárra, Pécsre, Baján át Szegedre, Szombathelyre, Veszprémbe és Zalaegerszegre is.

## Gazdaság

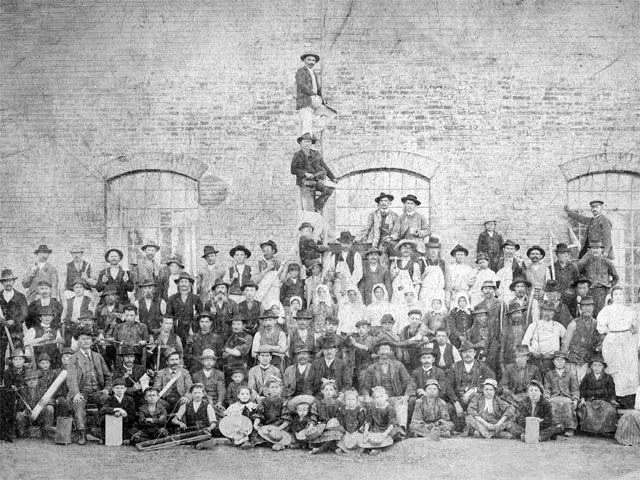
Frank és Társa kefe és seprügyár (1910)

Nagykanizsa város életében az első ipari üzem 1842-ben alakult:
- 1842 – A Wiser J.C. létrehozza Weiser Gépgyár nagykanizsai gyárát.
- 1892 – Megalapították a Nagykanizsai Sörgyár Rt.-t.
- 1893 – Francz Lajos villanytelepet létesített.
- 1910 – Frank Jenő megalapította Frank és Társa kefe és seprűgyárát.
- 1911 – Franck Henrik megalapította pótkávé-gyárát.
- 1914 – Elkezdődött a munka a Városi Szeszfőzdében.
- 1928 – A budapesti Dreher-Haggenmacher Serfőzde Részvénytársaság megvásárolta a Kanizsa Sörgyár Rt.-t.
- 1932 – Elárverezték a Weiser Gépgyárat, ezzel megszűnt a cég nagykanizsai működése.
- 1933 – A gazdasági világválság hatására megszűnt a sörgyártás Nagykanizsán.
- 1941 – Újraindult a sör-, és malátagyártás.
- 1944 – A MAORT létrehozta javító-, karbantartó bázisát.
- 1948 – Az államosítás után a MAORT javítóbázisa felvette a DKG (Dunántúli Kőolajipari Gépgyár) nevet.
- 1949 – Államosították a Kefegyárat, és felvette a Nagykanizsai Kefegyár Nemzeti Vállalat nevet, majd Nagykanizsai Fatömegcikkipari Vállalat néven működött tovább.
- 1950 – Megalakult a KÖGÁZ, a Közép-Dunántúli Gázszolgáltató Állami Vállalat.
- 1965 – Elindult a gyártás a Tungsram nagykanizsai gyárában.
- 1968 – A Fatömegcikkipari Vállalat felvette a Kanizsa Bútorgyár nevet.
- 1971 – A KÖGÁZ létrehozta gázkészülék-gyártó üzemét.
- 1989 – A General Electric többségi tulajdont szerzett a Tungsram-ban.
- 1989 – Bruno Steinhoff megalapította a Kanizsa Trend Kft.-t.
- 1993 – A DKG-t privatizálták, az új tulajdonos az orosz INTERPROCOM.
- 1994 – A DKG Rt. felvette a DKG-EAST nevet.
- 1994 – Megnyitott a Kanizsa Pékség zrt.
- 1995 – Megszűnt a Kanizsa Bútorgyár.
- 1995 – A KÖGÁZ-t privatizálták, a Bayernwerk AG – Németország Archiválva 2008. július 4-i dátummal a Wayback Machine-ben, és az EVN AG – Ausztria vásárolta meg az üzletrészek többségét.
- 1997 – A KÖGÁZ gépgyártással foglalkozó részlege önállóvá vált, a gyár GÁZGÉP Kft. nevet vette fel.

## Közművelődési intézmények
- Hevesi Sándor Művelődési Központ
- Medgyaszay Ház
- Thury György Múzeum
- Halis István Városi Könyvtár
- Honvéd Kaszinó

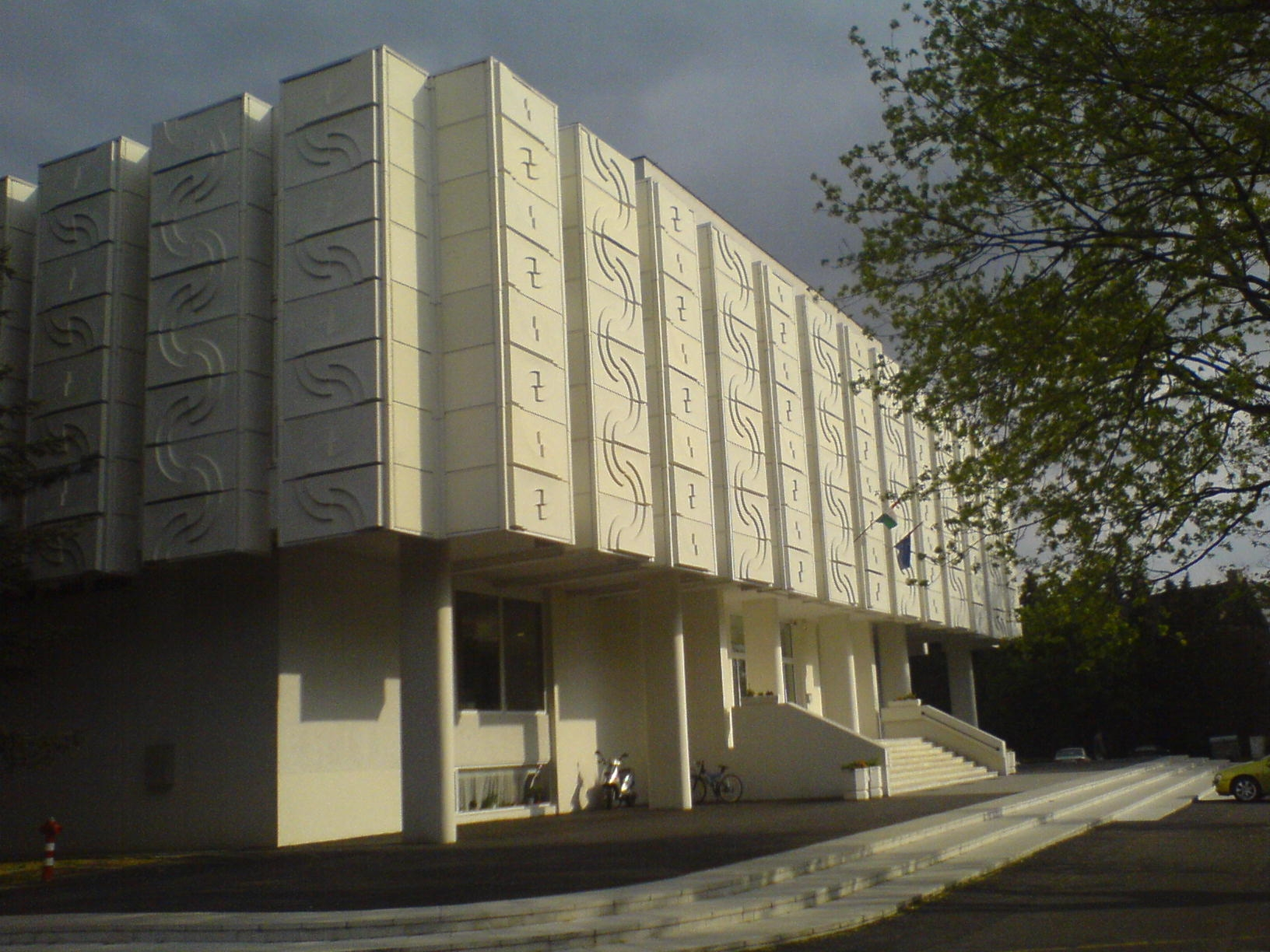
Hevesi Sándor Művelődési Központ (HSMK)

- Kodály Zoltán Vasutas Művelődési Ház

- Képzőművészetek Háza Kiskastély
- Móricz Zsigmond Művelődési Ház

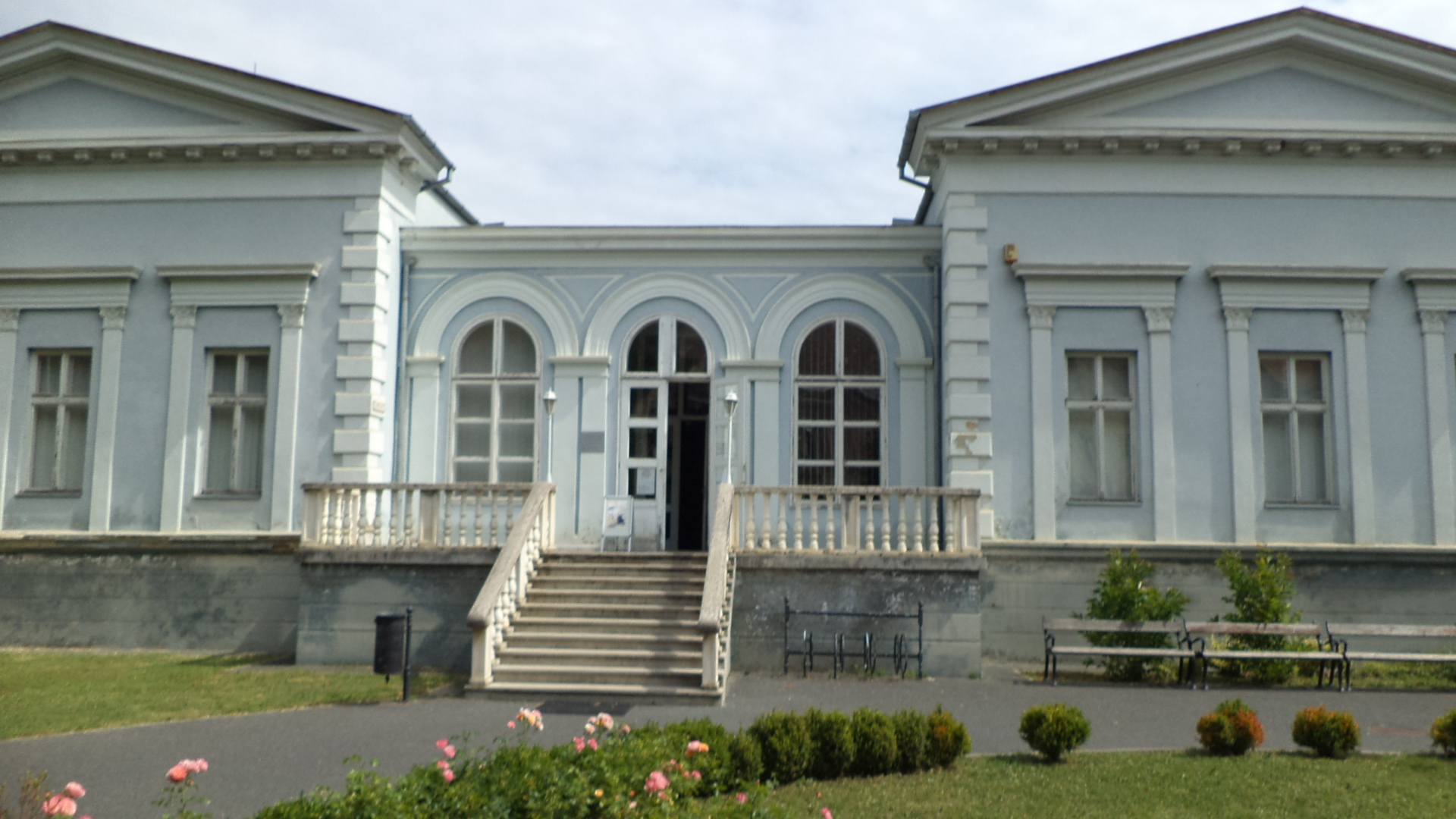
Képzőművészetek Háza Kiskastély

- Magyar Plakát Ház (Erzsébet tér 15.)

## Oktatási intézmények

### Általános iskolák
- Bolyai János Általános Iskola[halott link]
- Hevesi Sándor Általános Iskola
- Kiskanizsai Általános Iskola
- Kőrösi Csoma Sándor Általános Iskola
  - Péterfy Sándor Tagintézmény
- Miklósfai Általános Iskola
- Palini Inkey Boldizsár Általános Iskola Archiválva 2020. április 20-i dátummal a Wayback Machine-ben
- Rozgonyi Úti Általános Iskola
- Zrínyi Miklós Általános Iskola
- Szivárvány Egységes Gyógypedagógiai Intézmény

### Középiskolák

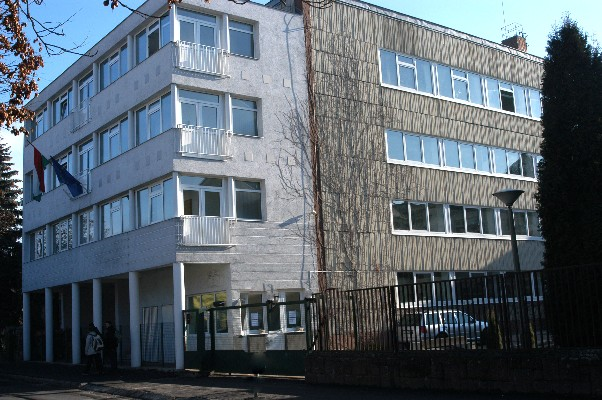
Thury György Kereskedelmi, Vendéglátó és Idegenforgalmi Szakképző Iskola

- Batthyány Lajos Gimnázium
- Dr. Mező Ferenc Gimnázium
- Piarista Általános Iskola, Gimnázium, Kollégium és Boldog Donáti Celesztina Óvoda
- Nagykanizsai Szakképzési Centrum. [2023. június 5-i dátummal az eredetiből archiválva].
  - Cserháti Sándor Szakképző Iskolája és Kollégiuma
  - Thúry György Szakképző Iskolája Archiválva 2017. szeptember 27-i dátummal a Wayback Machine-ben
  - Zsigmondy Vilmos Szakképző Iskolája

### Felsőoktatás
- Pannon Egyetem Nagykanizsai Kampusz

## Ismétlődő rendezvények
Február végén – március elején rendezik meg az Országos Farsangi Fánkfesztivált.
Az ország legnagyobb Utcai Tánc Fesztiválja több, mint 1000 táncossal, az Eraklin Tánc Klub szervezésében május, június környékén.

## Jelentősebb épületek

### Műemlék épületek

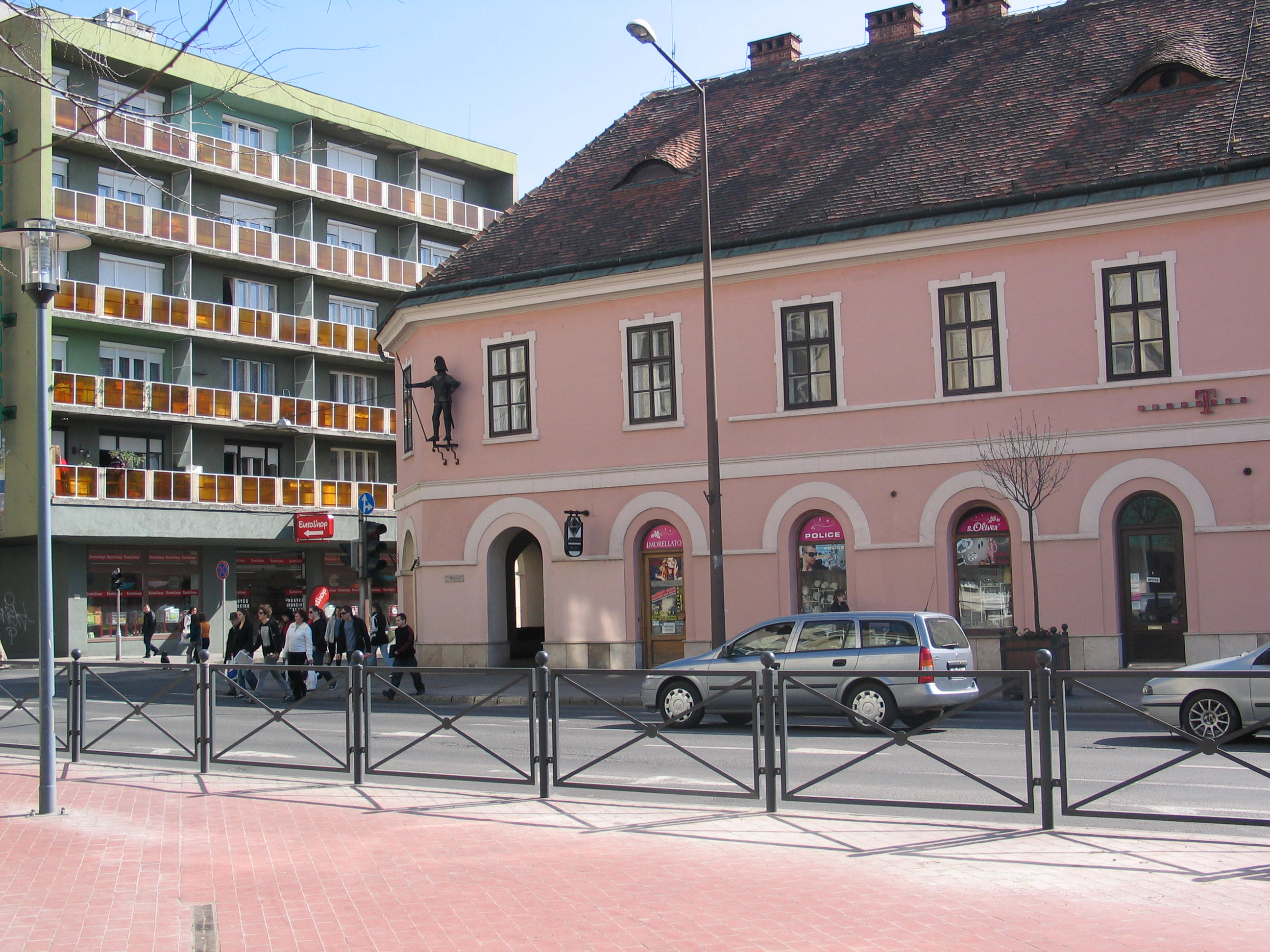
Vasemberház

- Alsóvárosi (Szent József) plébániatemplom és ferences rendház
- Axenti-ház (Deák tér 5.)
- Bazár udvar (Fő út 8.)
- Felsőtemplom (Deák tér)
- Förhénci kápolna
- Grünhut-ház (Deák tér 2.)
- Inkey-kápolna (74.sz. főút)
- Lackenbacher-ház (Deák tér 4.)
- Magtár (Erzsébet tér 15. udvarán)
- Vasemberház (Erzsébet tér 1.)
- Városi Színház és Mozi (Károlyi kert)
- Zsinagóga (Fő út 6.)

### Helyi jelentőségű épületek

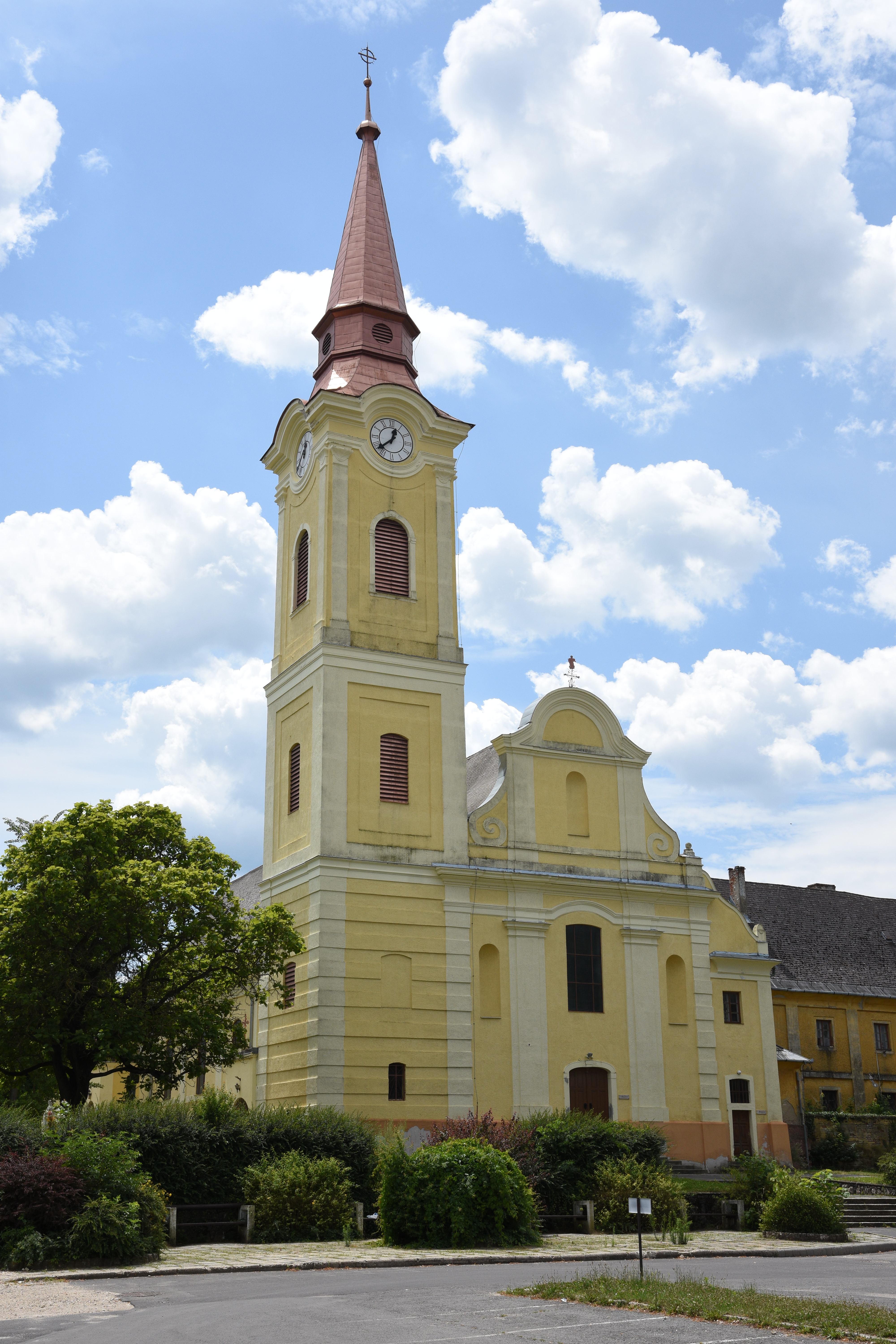
Az Alsóvárosi templom

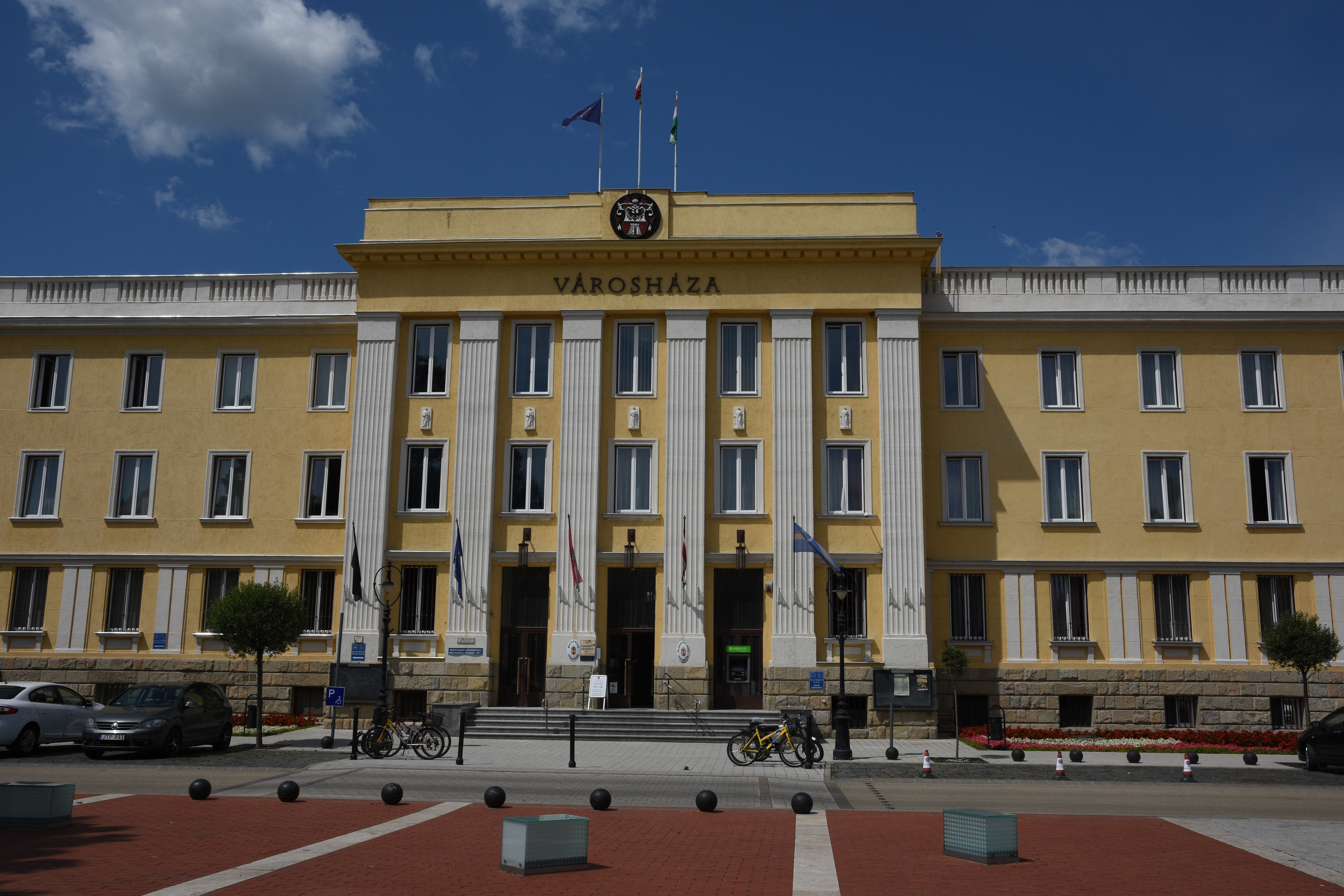
Városháza

- Arany Szarvas Szálló (Erzsébet tér 18–19.)
- Bachrach-ház (Csengery út 8.)
- Babochay-ház (Sugár út 2.)
- Bajer-ház (Deák tér 13.)
- Bankpalota (Fő út 16.)
- Biztosítópalota (Csengery út 2.)
- Bogenrieder-palota (Fő út 13.)
- Centrál Szálló (Erzsébet tér 23.)
- Ebenspanger-ház (Erzsébet tér 21.)
- Felsőkereskedelmi iskola (Csengery út 10.)
- Hild-ház (Deák Ferenc tér 3.)
- Honvéd laktanya (Sugár út 9.)
- Hungária Szálloda (Sugár út 14.)
- Imaház és paplak (Batthyány u. 16.)
- Kaiser-ház (Erzsébet tér 16.)
- Kaszinó székház (Ady u.7.)
- Kávégyár (Csengery út 88.)
- Kereskedelmi iskola (Zrínyi Miklós u. 33.)
- Kisdedóvoda (Szent Imre u. 14.)
- Kiskastély (Erzsébet tér 15. udvarán)
- „Közös” laktanya (Sugár út 11.)
- Kocsiszín (Belus udvar, Fő út 10.)
- Kórházkápolna (Kossuth tér)
- Kőnig-ház (Deák tér 7.)
- Lőwi-ház (Erzsébet tér 10.)
- MAORT-ház (Ady Endre u. 12.)
- Nemzeti oskola (Zrínyi Miklós és Ady Endre utca sarka)
- OTI-székház (Ady Endre utca 31.)
- Piarista kápolna (Sugár út- Királyi Pál u. sarkán)
- Polgári Egylet székháza (Sugár út 3.)
- Postaház (Király u. 37.)
- Postapalota (Ady Endre u. 10.)
- Rapoch-ház (Csengery út 7.)
- Schulhof-ház (Király u. 15.)
- Sugár út 16/a, b, c
- Szerb-ház (Erzsébet tér 20.)
- Szomolányi-sarok (Deák tér- Csengery út sarok)
- Rosenfeld-ház (Fő út 4.)
- Pollák-ház (Deák tér 10.)
- Transzformátorház (Ady Endre u. 41., a Szemere utcában)
- Tandor-ház (Király u. 29.)
- Vasvázas (Vár u. 9.)
- Városháza (Erzsébet tér 7.)
- Városházi bérház (Ady Endre u. 1.)
- Villanyerő telep (Csengery u. 49.)
- Vidor-ház(Csengery út 5.)
- Weiser-ház (Fő út 9.)
- Zerkowitz-házak(Ady Endre u. 33-35.)

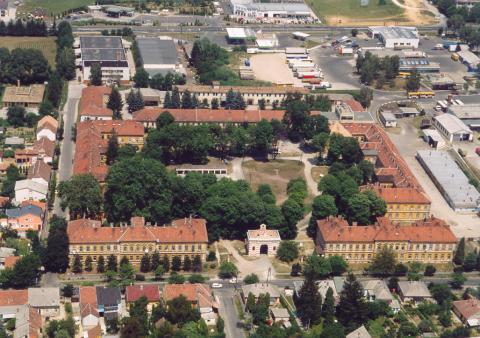
Az egykori József főherceg laktanya
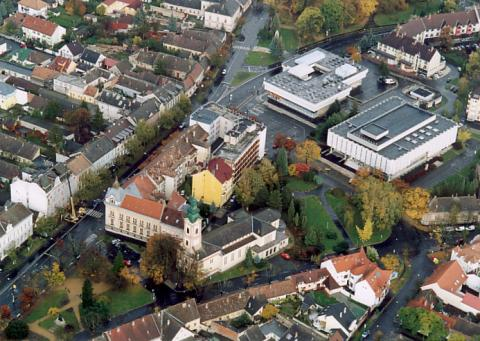
A Deák Ferenc tér a Felsővárosi templommal
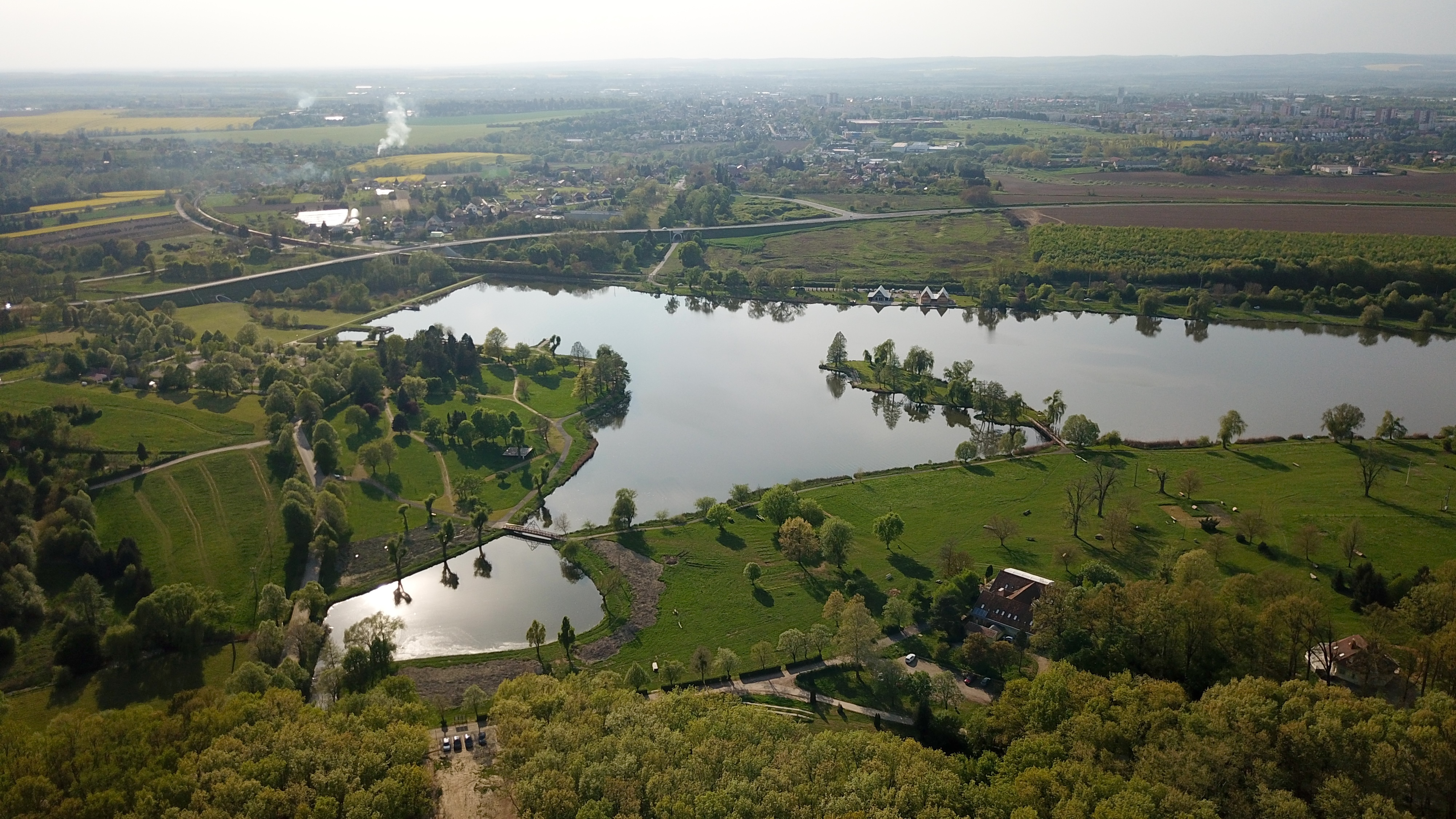
A Csónakázó-tó
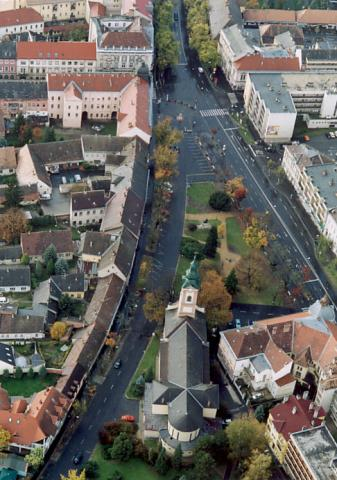
A Deák Ferenc tér
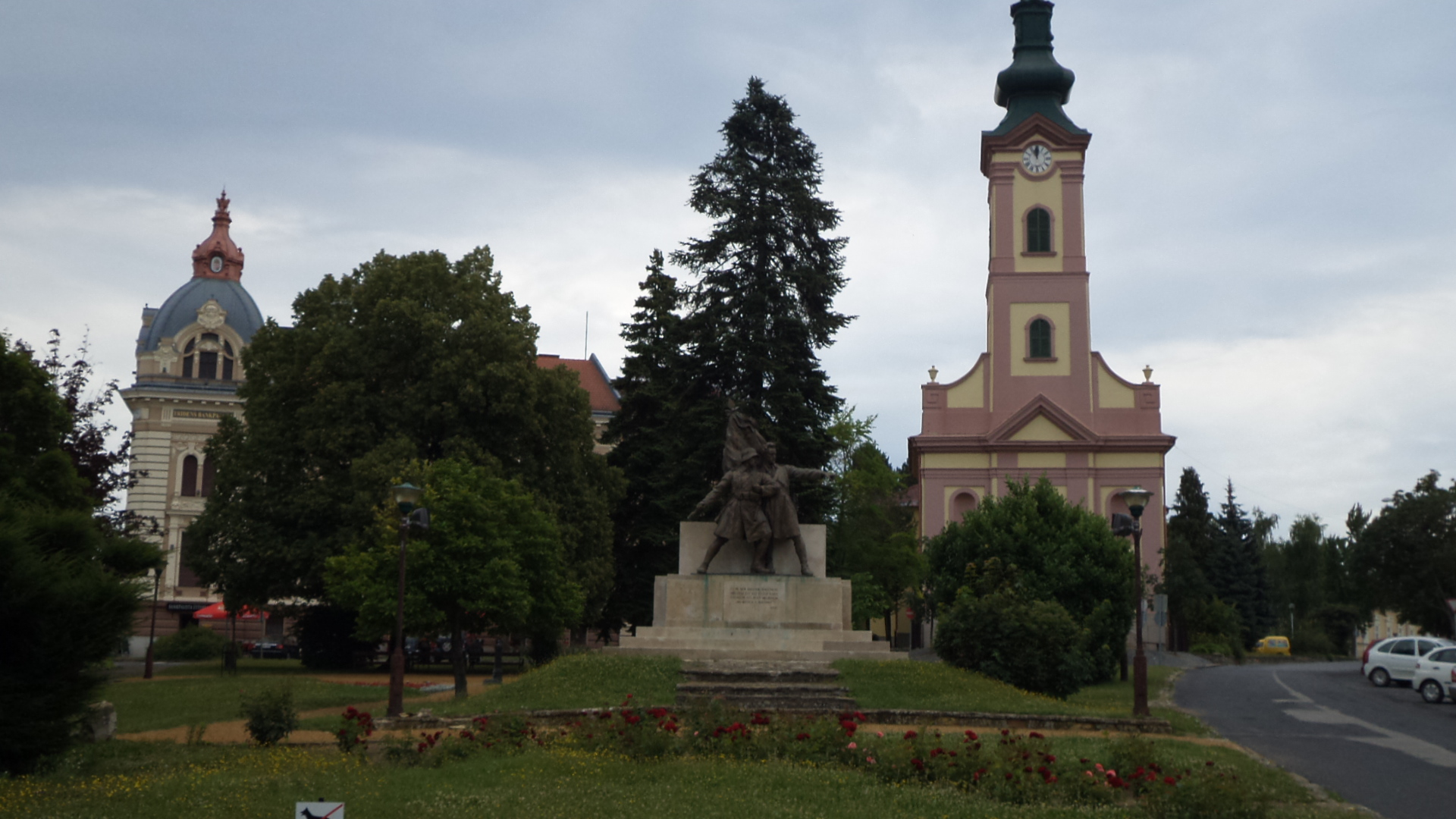
Fő út (Bankpalota)
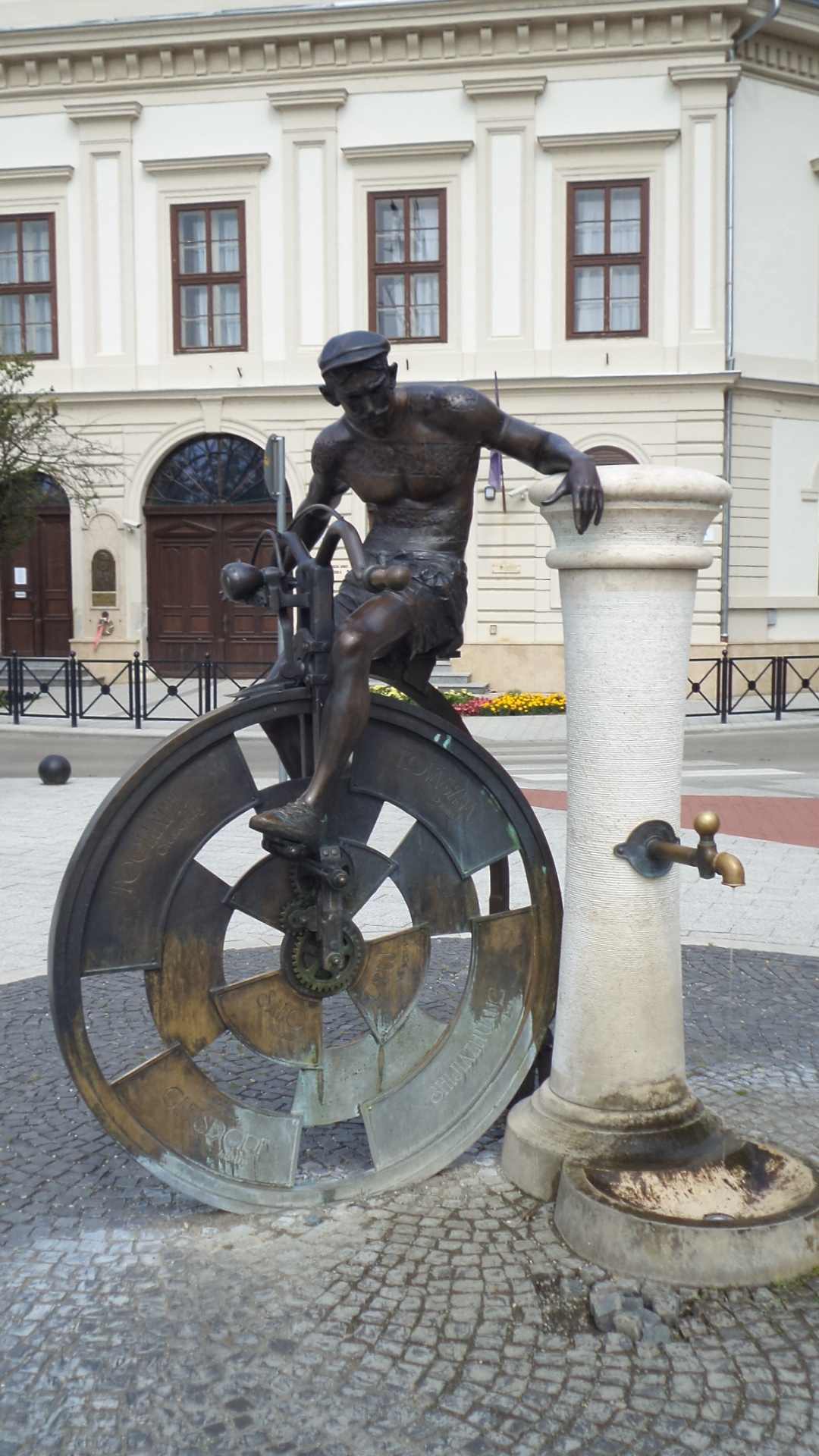
Testvérvárosok kútja (Veloszipéd) Erzsébet tér
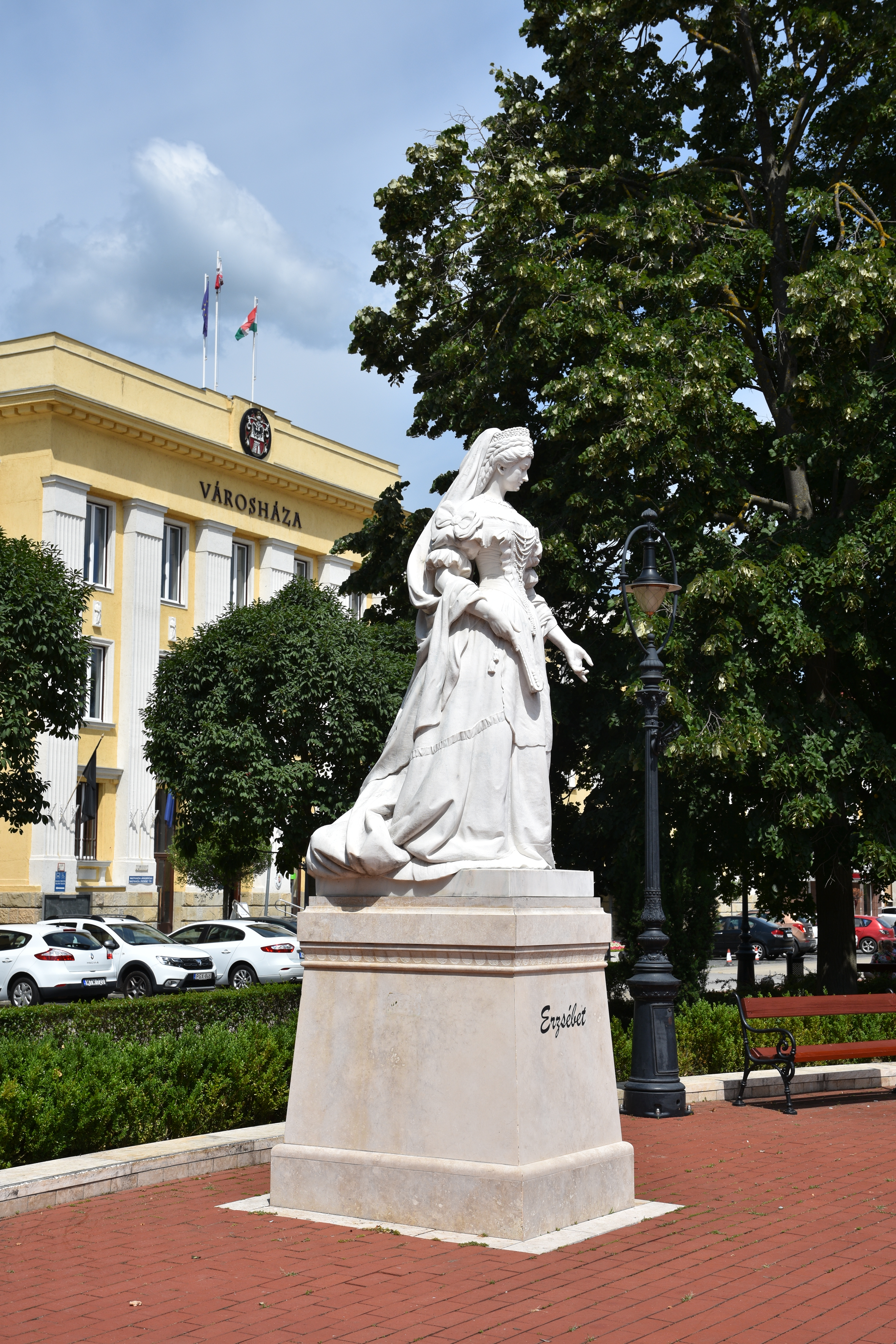
Erzsébet királyné szobra
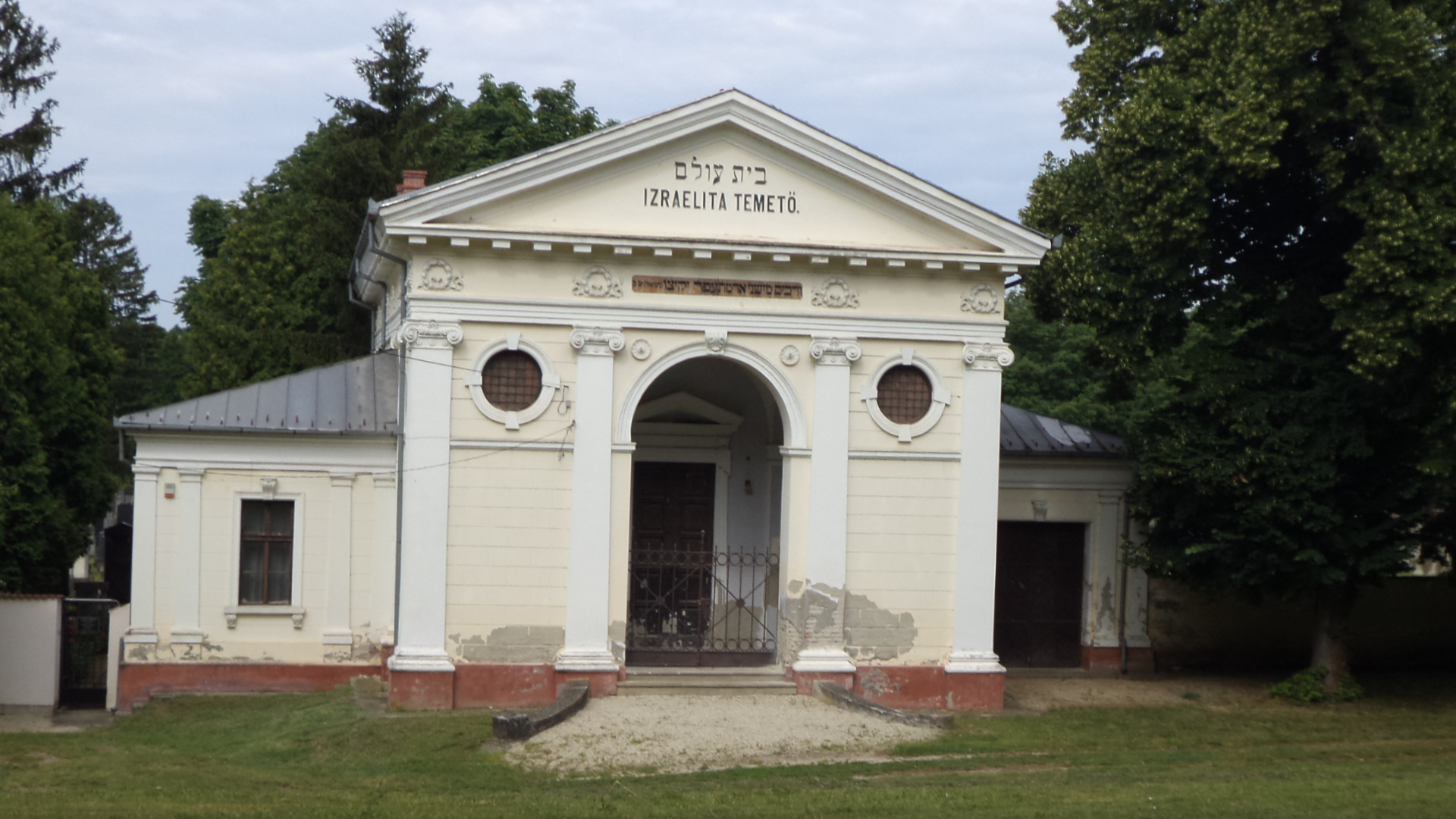
Izraelita temető
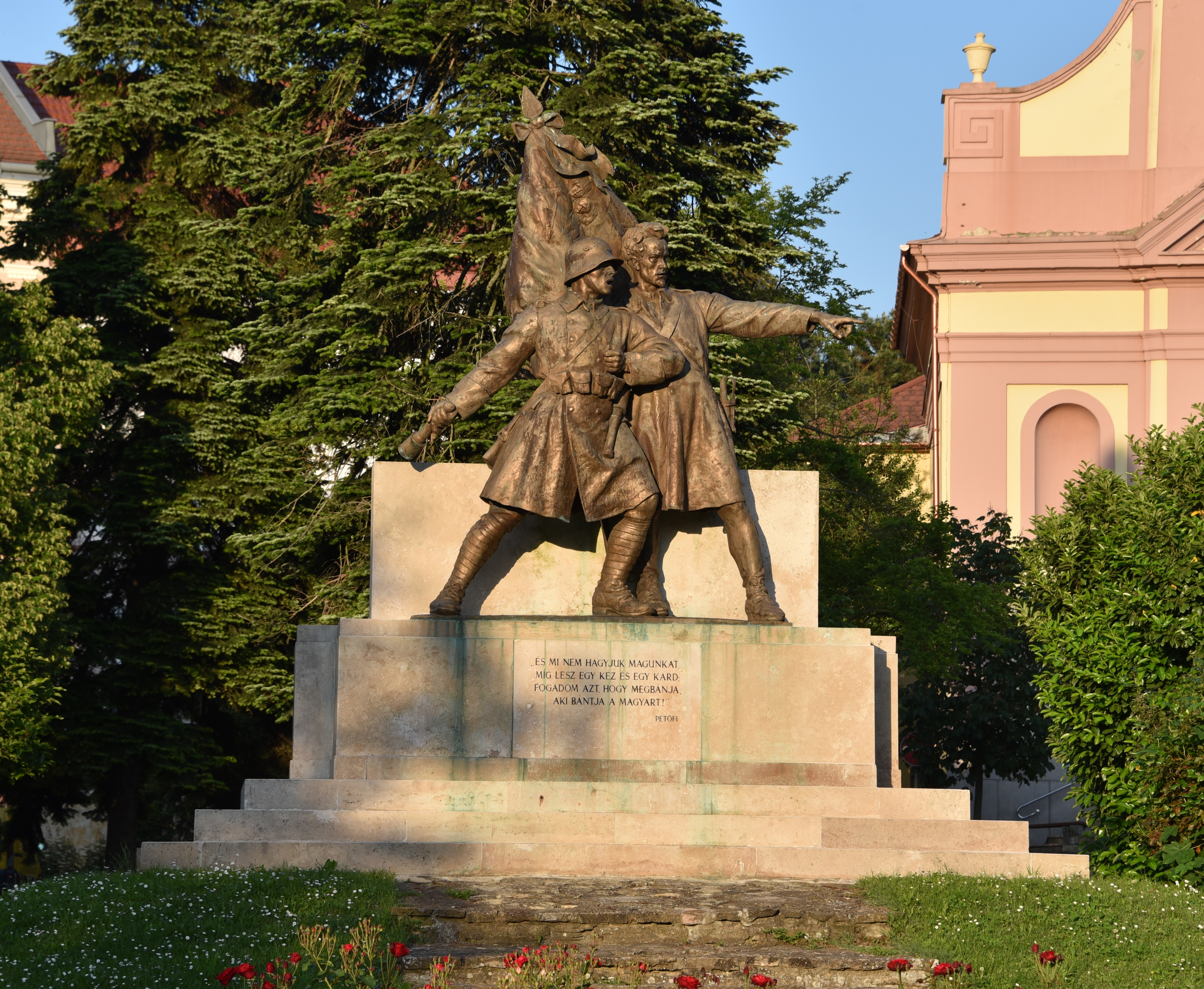
Deák Ferenc tér

### Emlékművek, szobrok

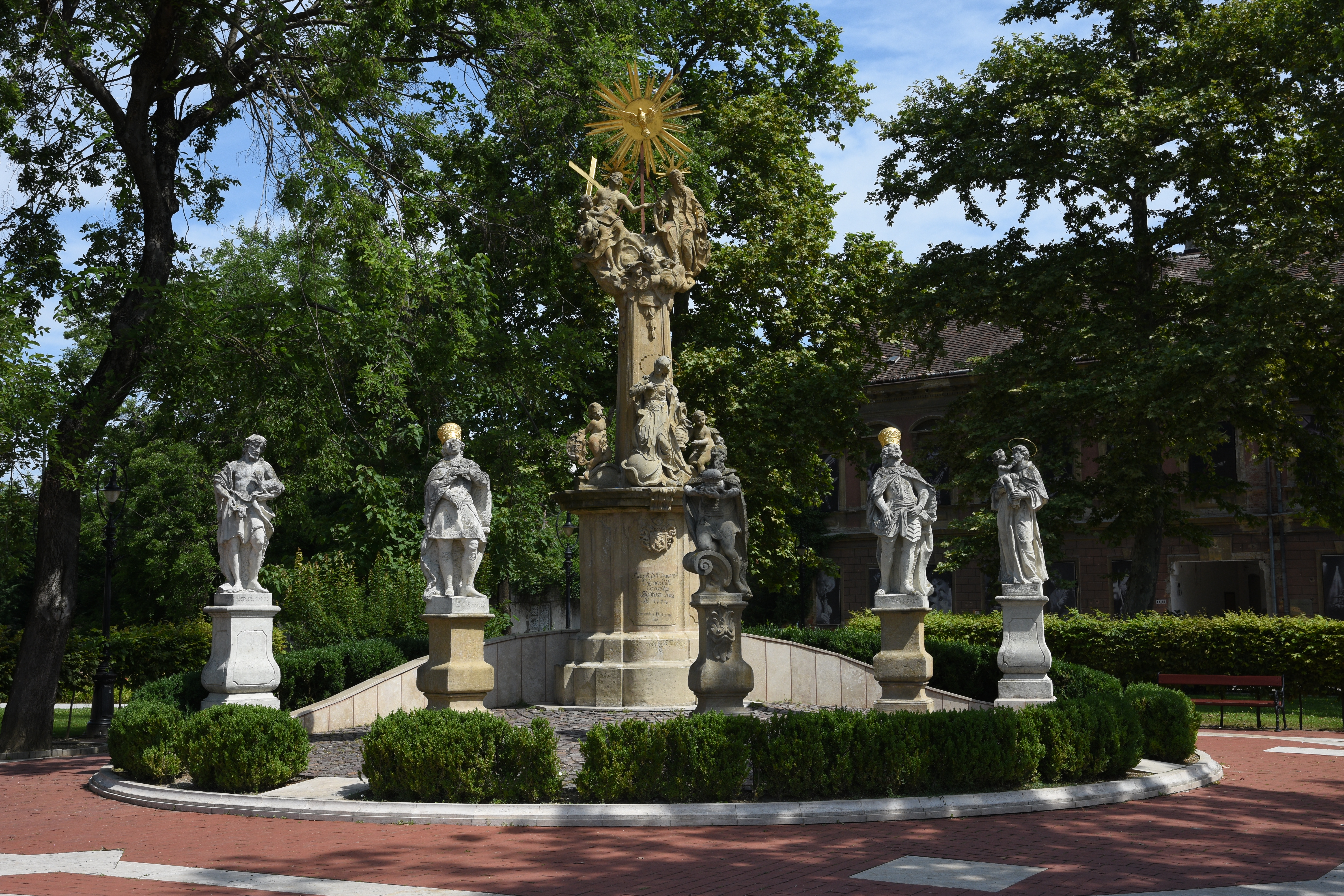
Szentháromság szobor

- 2. Doni Hadsereg emlékmű (Széchenyi tér)
- 17. keleti hosszúsági kör emlékmű (Huszti tér)
- A 20. honvéd gyalogezred emlékműve (Erzsébet tér)
- A 48-as gyalogezred emlékműve (Deák tér)
- Aradi emlékpark (Aradi vértanúk tere)
- Deák Ferenc-szobor (Deák tér)
- Csokonai Vitéz Mihály mellszobra a Vasember-ház árkádos részén, Karnyóné feltételezett boltjánál. Alkotó: Orosz Gergely, felállítva 2007-ben.
- Deák Ferenc-szobor (Eötvös tér)
- Kossuth Lajos-szobor (Kossuth tér)
- Szentháromság-szobor (Erzsébet tér)
- Széchenyi István szobra
- Tanácsköztársaság-szobor (Eötvös tér)
- Thury György szobor (Thury-tér)
- Thury György mellszobor (Vár u.)
- Nagy-Magyarország-emlékmű (Eötvös tér)
- Török-kút (Múzeum tér, a Thúry György Múzeum udvarán)
- Turulmadár (Deák tér)
- Várkapu Emlékmű (Vár u.)
- Zrínyi Miklós mellszobra a Zrínyi Általános Iskola bejáratánál. Alkotója Rétfalvi János, felállítva 1990-ben.

### Múzeumok
- Thury György Múzeum (Fő út 5., Erzsébet tér 1. és Erzsébet tér 11.)
- Magyar Plakát Ház (Erzsébet tér 15. udvarán)
- Képzőművészetek Háza Kiskastély

## Média

### TV stúdiók
- Kanizsa TV

### Rádióállomások
- Rádió 1 - Nagykanizsa 95,6 MHz
- Hír FM - Nagykanizsa 100,7 MHz

### Megszűnt rádió állomások
- Helikon Rádió - Nagykanizsa 95,6 MHz (2011-2018)
- Kanizsa Rádió[27] - Nagykanizsa 98,6 MHz (2005-2008), 95,6 MHz (2008-2011)

## Sportélete

### Egyesületek
- Darts
  - Free Hill Darts Club Nagykanizsa
- Vívás
  - NTE 1866
- Íjászat
  - Kanizsa Íjász Egyesület
- Motokrossz
  - Kanizsa Motocross Sport Egyesület
- Labdarúgás
  - NTE 1866
  - Nagykanizsai Olajbányász
  - FC Nagykanizsa
- Kézilabda
  - Nagykanizsai Izzó SE
- Amerikai futball
  - Nagykanizsa Demons
- Baseball
  - Dr. Padló Ants
  - Nagykanizsa Ants Thúry
- Shotokan karate
  - Ippon Shotokan Egyesület Archiválva 2013. március 27-i dátummal a Wayback Machine-ben
  - KIME Shotokan Karate Egyesület[28]
- Kosárlabda
  - Kanizsa Diák Kosárlabda Klub – Vadmacskák
- Sportrepülés
  - Nagykanizsai Sportrepülő Egyesület
- Canissa Modellező Sportegyesület
- Teke
  - NK TEKE SE
- Lovassport
  - Kanizsa Lovasklub SE
  - Nemzetközi Lovasrendezvények
- Természetjárás, túrázás
  - Kanizsa Természetbarát Sportegyesület
- Kajak-kenu
  - Kanizsa Kajak-kenu Klub
- Úszás
  - Délzalai Vízmű SE
- Triatlon
  - Délzalai Vízmű SE Úszó és Triatlon Szakosztály
- Vízilabda
- Asztalitenisz
  - Tompa Ingatlanforgalmi Kft.-Kanizsa Sörgyár SE
- Tenisz
  - Füle Mátyás
- Sakk
  - Tuxera Aquaprofit Nagykanizsa Sakk Klub
- Kanizsa Autó- és MotorSport Egyesület

### Létesítmények
- NTE sportpálya
- Mindenki Sportpályája
- kiskanizsai sportpálya
- miklósfai sportpálya
- bagolai sportpálya
- Kanizsa Aréna
- Olajbányász sportpálya
- Nagykanizsai Kerékpáros Egyesület pályája
- Kanizsa Uszoda és Strandfürdő

## Híres születtek
- Alapy Gáspár (1530–1584) várkapitány, horvát bán
- Ádám György (1911–1974) közgazdász, újságíró, szakíró
- Ádám Veronika (1949–) orvos, biokémikus, az MTA tagja
- Árkus József (1930–1992) újságíró, humorista
- Babocsay József (1760–1838) orvos
- Baj László (1968) színész
- Balázsovits Lajos Balázs Béla-díjas magyar színész, színházi rendező és színigazgató érdemes művész a Halhatatlanok Társulatának örökös tagja, a Nemzet Színésze 1946. december 4-én itt született
- Barbarits Lajos (1899–1981) történész
- Batthyány Lajos (nádor) (1696–1765) gróf, kancellár, nádor
- Bedő Krisztián (1993–) világbajnok magyar vízilabdázó
- Bencze Ilona Jászai Mari-díjas magyar színésznő, rendező, érdemes művész 1947. november 3-án Nagykanizsán született.
- Bertha Bulcsu (1935–1997) író
- Bethlen István (1874–1946) politikus, miniszterelnök. Nagykanizsa országgyűlési képviselője 1935 és 1939 között
- Bősze Kálmán (1900–1969) mérnök
- Buda Ernő (1921–2005) gyémántdiplomás bányamérnök, az Országos Magyar Bányászati és Kohászati Egyesület tiszteleti tagja, Zala megye és Nagykanizsa díszpolgára, a Gazdasági és Műszaki Akadémia korábbi tanszékvezetője, Eötvös Loránd-díjas
- Cságoly Ferenc (1948) építész, egyetemi tanár, az MTA levelező tagja
- Csengery Antal (1822–1880) politikus, Nagykanizsa országgyűlési képviselője, MTA másodelnöke, a Magyar földhitelintézet igazgatója, publicista
- Csizmadia Gabriella (1964–) bábművész
- Dávid Kornél (1971–) válogatott kosárlabdázó, az egyetlen magyar aki szerepelt az NBA-ben.
- Dr. Göllesz Viktor (1930–1999) gyógypedagógus, orvos[29]
- Duró Győző (1953–) dramaturg, a Budapesti Katona József Színház alapító tagja, egyetemi docens
- Farkas Ferenc (1905–2000) kétszeres Kossuth-díjas és Erkel Ferenc-díjas magyar zeneszerző, érdemes és kiváló művész
- Fejtő Ferenc (1909–2008) történész-újságíró, Széchenyi-díjas író
- Hajdú Sándor (1939–2013) zeneszerző, karmester[30]
- Halis István (1855–1927) helytörténész, író
- Hevesi Sándor (1873–1939) író, színházi rendező, igazgató
- Hirschler Pál (1907 – Auschwitz, 1944) a székesfehérvári izraelita hitközség főrabbija 1931-től.
- Kaán Károly (1867–1940) erdőmérnök
- Kajtár István (1951-2019) jogász, jogtörténész professzor, az MTA doktora.
- Kiss Ernő (1974) Jászai Mari-díjas színész
- Koller Károly Pius (1901–1979) bencés szerzetes, sejtbiológus
- Kunfi Zsigmond (1879–1929) újságíró, miniszter, közoktatásügyi népbiztos
- Laky Zsuzsanna (1984) 2003-as Európa szépe
- Lőw Tóbiás (1844 – 1880) magyar jogász, szakíró, újságíró.
- Lukács József (1937) Aase-díjas magyar színész
- Mező Ferenc (1885–1961) olimpiai bajnok, a NOB tagja
- Mikola Sándor (1871–1946) fizikus, pedagógus, MTA rendes tagja
- Orbán Nándor (1910–1981) magyar bajnok öttusázó, olimpiai 5. helyezett
- Ősze András (1909–1995) szobrászművész
- Papp Dániel (1979–) hegedűművész
- Pék Pál (1939–2008) költő, irodalomkritikus, tanár
- Plósz Lajos (1809–1886) orvos, Kossuth Lajos háziorvosa, a nagykanizsai honvédkórház főorvosa 1848-ban
- Radics Kornélia (1973) meteorológus, csillagász
- Rózsás János (1926–2012) író
- Rosenberg Zsigmond (1887–1951) producer, zeneszerző, szövegíró
- Sebő Ödön (1920–2004) magyar katonatiszt, főhadnagy, A halálra ítélt zászlóalj című könyv írója
- Sidlovics Gábor „Sidi” (1976) a Tankcsapda gitárosa (ex-Irie Maffia, ex-Zanzibár)
- Somló Erzsi (1877–1968) magyar költő, műfordító
- Somlyó Zoltán (1882–1937) költő
- Szántó Rezső (szül. Schreiber) (1892–1970) magyar jogász, pártpolitikus, lapszerkesztő.
- Szántó Zoltán (szül. Schreiber) (1893–1977) diplomata, kommunista politikus, államminiszter
- Szejtli József (1933–2004) Széchenyi-díjas vegyészmérnök
- Szemenyey-Nagy Tibor (1953–) szobrász
- Thury György (1519?–1571) végvári vitéz, Nagykanizsa várkapitánya, a „magyar el Cid”, Bars vármegye főispánja
- Takács Dániel (1986) színész, bábszínész, zenész
- Vári Éva (1940–) Kossuth-díjas, Jászai Mari-díjas, érdemes művész színésznő
- Wachtel Dávid (1807–1872) orvos
- Wlassics Gyula (1852–1937) jogász, politikus, miniszter
- Zala Márk, eredeti neve: Márkus László (Nagykanizsa 1949. jan. 27. – Budapest, 1985. nov. 16.) színész
- Zemplén Győző (1879–1916) fizikus, egyetemi tanár
- Zimány Linda modell
- Füle Mátyás hivatásos teniszező

### A város díszpolgárai
- 1872
  - Bója Gergely tanár, Kanizsa 1848-as országgyűlési képviselője
- 1893
  - Jókai Mór író
- 1907
  - Zichy Aladár politikus, miniszter, Nagykanizsa országgyűlési képviselője
- 1918
  - Szurmay Sándor[31] honvédelmi miniszter, tábornok
- 1921
  - Apponyi Albert politikus, miniszter
- 1925
  - Kállay Tibor politikus, pénzügyminiszter, Nagykanizsa országgyűlési képviselője
- 1938
  - Imrédy Béla politikus, miniszterelnök
- 1944
  - Oszlányi Kornél vezérőrnagy, a nagykanizsai 9. könnyűhadosztály parancsnoka a Don-kanyarban[32]
- 1965
  - Farkas Ferenc zeneszerző
- 1993
  - Fejtő Ferenc író
  - Rózsás János író
- 1994
  - Brunner Erzsébet festőművész
  - Dr. Paizs Ferenc nyug. főjegyző
- 1996
  - Z. Soós István festőművész
- 1998
  - Rétfalvi Sándor szobrászművész
- 1999
  - Fülöp Antal a Kiskanizsai Polgári Olvasókör egykori titkára
  - Lovrencsics Lajos a Nagykanizsai Városvédő Egyesülete elnöke
- 2000
  - Dr. Andor József nyug. erdőmérnök
  - Horváth Miklós gyárigazgató
- 2001
  - Dr. Kerecsényi Edit néprajztudós
- 2002
  - Prof. dr. Rédei Károly nyelvész
  - Prof. dr. S. Nagy Katalin művészettörténész, szociológus
- 2003
  - Dr. Gaál Zoltán rektor
  - Buda Ernő bányamérnök
- 2004 Zsoldos Ferenc
- 2005
  - Dr. Ördög Ferenc középiskolai tanár
  - Krátky István volt polgármester
- 2006
  - Mózes Pál volt tanácselnök
- 2007
  - Harkány László gimnáziumi tanár
  - Takács János közgazdász
- 2008
  - Dr. Márkus Ferenc gimnáziumi tanár
- 2009
  - Tüskés Tibor író[33]
- 2010
  - Kotnyek István pedagógus, a bölcsészettudomány doktora, neveléstörténész
  - Fentős Ferenc tanár, nyugalmazott iskolaigazgató[34]
- 2011
  - Perjés Ottó orvos[35]
- 2012
  - Bethlen István politikus, miniszterelnök, Nagykanizsa országgyűlési képviselője (1935–1939)[36]
- 2013
  - Járosi Márton energetikai szakember[37]
- 2014
  - Hajdu Sándor zeneszerző[38]
- 2015
  - Csákai Iván orvos, önkormányzati képviselő[39]
- 2016
  - Kulcsár Gyula biokémikus, rákkutató[40]
- 2017
  - Jesch Aladár gépészmérnök[41]
- 2018
  - Ádám Veronika orvos, biokémikus, egyetemi tanár[42]
- 2019
  - Boros Antal gimnáziumi tanár[43]
- 2020
  - Balázsovits Lajos színész[44]
  - Wlassics Gyula jogász, jogtudós, miniszter[44]
- 2021
  - Tarnóczky Attila (posztumusz) helytörténész, országgyűlési képviselő, alpolgármester, tanár[45]
  - Soós Ernő (posztumusz) vegyészmérnök[45]
- 2022
  - Zádori Mária énekművész[46]
  - Kovács Antal a Dél-zalai Vízmű Zrt. nyugalmazott igazgatója[47]

## Testvérvárosok
Nagykanizsának 10 testvérvárosa van:
- Akko, Izrael
- Csáktornya, Horvátország
- Gleisdorf, Ausztria
- Kazanlak, Bulgária
- Kovászna, Románia
- Magyarkanizsa, Szerbia
- Puchheim, Németország
- Salo, Finnország
- Sicsiacsuang, Kína
- Togliatti, Oroszország[48]

## Partnervárosok
- Bihács, Bosznia-Hercegovina
- Kapronca, Horvátország
- Ptuj, Szlovénia